# 조 바이든의 대통령직 인수

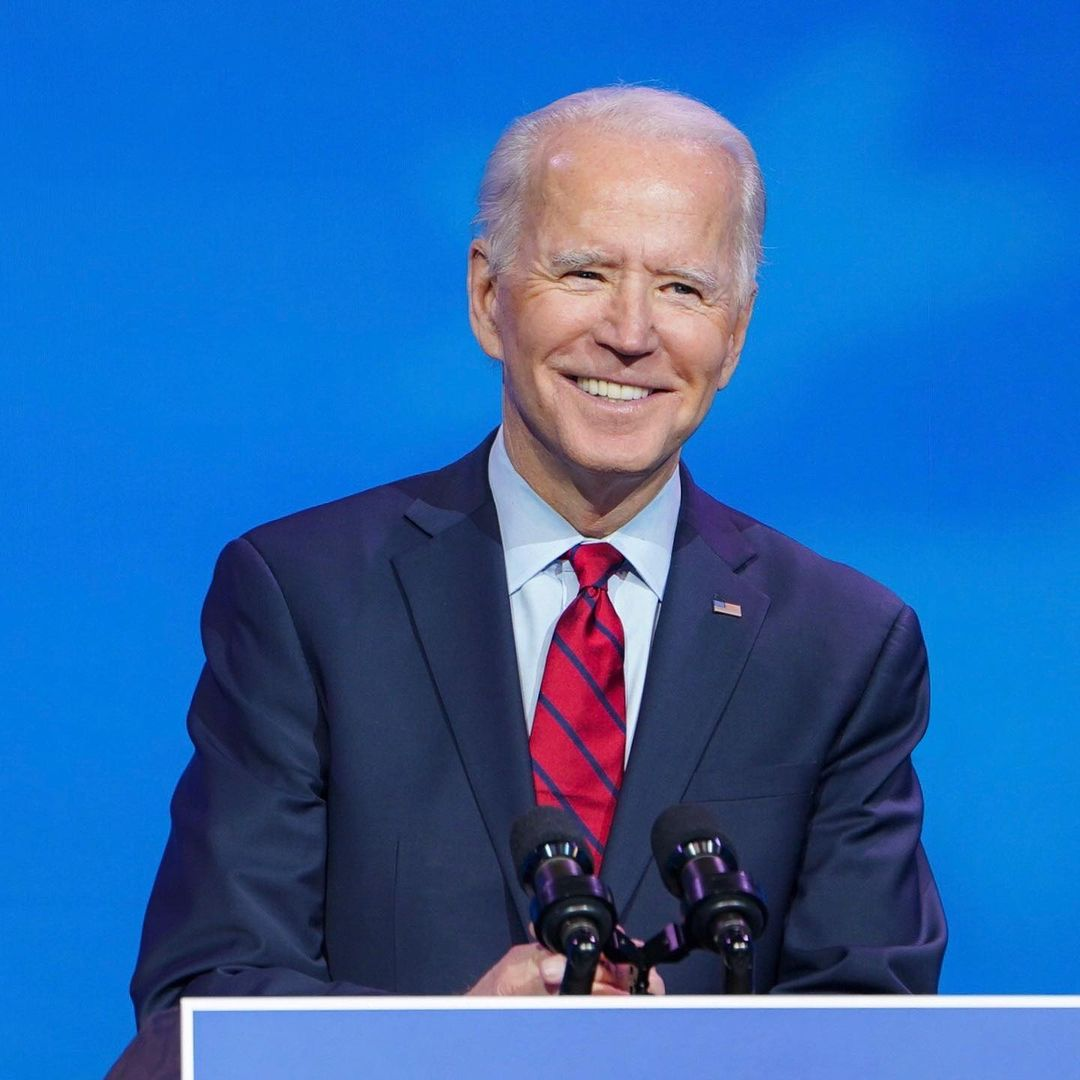
대통령 당선인으로서 연설하는 바이든

조 바이든의 대통령직 인수는 2020년 11월 7일에 시작하여 2021년 1월 20일에 종료되었다. 통상 11월 첫째 주 선거와 1월 20일 취임식 사이에 약 10주간 진행되던 이전의 대통령직 인수와는 달리, 바이든의 대통령직 인수는 트럼프 1기 행정부 소속의 미국 연방총무청이 11월 23일까지 바이든을 "명백한 승자"로 인정하지 않아 다소 단축되었다.
바이든은 2020년 4월에 민주당의 대통령 후보로 유력시되었고, 이듬해 8월에 공식적으로 후보 지명을 수락했다. 테드 카우프만이 이끄는 바이든의 인수 팀은 이미 6월 20일에 발표되었다. 9월에는 카우프만과 함께 추가 공동 의장들이 팀에 합류했다. 2020년 대통령 선거는 11월 3일에 치러졌다. 그날 저녁, 현직 대통령 도널드 트럼프는 초기에 집계된 현장 투표에서 자신의 선두를 근거로 승리를 선언했다. 이는 널리 예상되었고 곧 무의미하다고 평가절하되었는데, 당시 집계된 투표가 최종 총계를 대표하지 않았고 모든 투표를 집계하는 데는 며칠이 걸리기 때문이었다. 트럼프는 바이든의 증가하는 우위가 광범위한 사기, 부패 및 기타 위법 행위 때문이라고 증거 없이 주장하며 자신이 승리했다고 계속 거짓 주장했다. 그는 여러 주에서 여러 소송을 제기했지만, 그 중 어느 것도 실질적인 승리로 이어지지 않았다. 트럼프의 부인 때문에 그의 행정부가 바이든 팀과 제한적인 협력을 시작하기까지 몇 주가 지연되었다.
사흘 반 동안의 개표 끝에 11월 7일 동부 표준시 오전 11시 30분경, AP 통신은 CNN, ABC 뉴스, CBS 뉴스, NBC 뉴스, 폭스 뉴스를 포함한 주요 TV 네트워크와 함께 조 바이든의 당선을 선언했다. 이후 대부분의 출처는 그를 대통령 당선인으로 묘사했다. 그럼에도 불구하고 트럼프가 임명한 GSA 관리자 에밀리 머피는 트럼프가 선거 결과를 여전히 다투고 있다는 이유로 11월 23일까지 바이든을 "명백한 승자"로 선언하는 "확정" 서한을 발급하지 않았다. 이 선언은 인수 인계의 공식적인 시작을 알렸으며, 이를 바이든 팀에게 보류함으로써 630만 달러, 사무 공간, 정부 웹사이트 상태 및 기관 접근 권한을 거부했다. 별도로 바이든은 트럼프 행정부가 11월 24일에 바이든의 브리핑 수락을 승인할 때까지 일일 기밀 국가 안보 브리핑을 거부당했다.
선거인단은 2020년 12월 14일에 회의를 열어 바이든과 카멀라 해리스를 각각 대통령과 부통령으로 공식 선출했다. 결과는 2021년 1월 6일 의회 합동 회의에서 인증될 예정이었으나, 트럼프 지지자들이 국회의사당 건물을 습격하고 기물 파손하여 결과를 뒤집으려는 시도 때문에 인증은 1월 7일까지 완료되지 않았다. 바이든의 인수는 2021년 1월 20일 취임과 함께 종료되었고, 이때 그의 대통령직이 시작되었다.

## 배경 문제

### 잠재적 분쟁 선거에 대한 준비
2020년 여름 일찍이 도널드 트럼프 대통령은 2020년 선거의 정당성에 의문을 제기하며, 이전 선거에 비해 선거에서의 우편 투표 증가가 "조작된 선거"로 이어질 것이라고 말했다. 이러한 이유로 많은 전문가와 사설 작가들은 트럼프가 결과에 이의를 제기하는 것을 막기 위해 바이든이 압승해야 한다고 주장했다. 트럼프의 선제적인 사기 고발은 일부 사람들에게 그가 압승이 아닌 격차로 패배할 경우 어떤 일이 일어날지 고려하게 했다. 여러 시점에서 트럼프는 법무장관 윌리엄 바에게 바이든과 그의 아들 헌터를 조사할 것을 요구했으며, 트럼프는 자신의 상대방이 감옥에 가야 한다고 자주 주장했다.
오바마 행정부 시절 국방부에서 근무했던 로자 브룩스는 2020년 6월 잠재적인 선거 및 인수 시나리오를 탐색하기 위해 일련의 "워게임" 훈련을 실시한 전환 무결성 프로젝트(TIP)를 공동 설립했다. 2020년 8월, TIP는 2020년 미국 대통령 선거에 대한 4가지 2020년 선거 위기 시나리오 계획 연습을 설명하는 널리 논의된 보고서를 발표했다. TIP가 검토한 시나리오에는 바이든의 결정적 승리, 트럼프의 결정적 승리, 바이든의 근소한 승리, 그리고 선거 후 장기적인 불확실 기간이 포함되었다. 로렌스 더글러스와 같은 다른 학자들도 그의 저서 《Will He Go?: Trump and the Looming Election Meltdown in 2020》에서 트럼프가 패배할 경우 승복을 거부할 가능성에 대해 논의했으며, 이는 나중에 사실로 드러났다.
수정 헌법 제20조에 따라 부통령은 2021년 1월 6일 의회 합동 회의에서 선거인단 투표를 집계해야 한다. 이는 선거인단 집계법에 의해 규정되며, 1876-77년과 같은 위기를 방지하기 위해 통과되었고, 조항이 사용되기는 했지만, 이 법은 진정으로 시험대에 오른 적이 없다. 바이든 법률팀은 이를 대비하여 TIP 등이 예상한 각 가능한 소송에 대한 기본적인 대응책을 마련했다. 60개 이상의 소송 중 즉시 기각되지 않은 유일한 소송은 늦게 도착한 우편 투표에 관한 것이었다.

### 인수 개시 지연

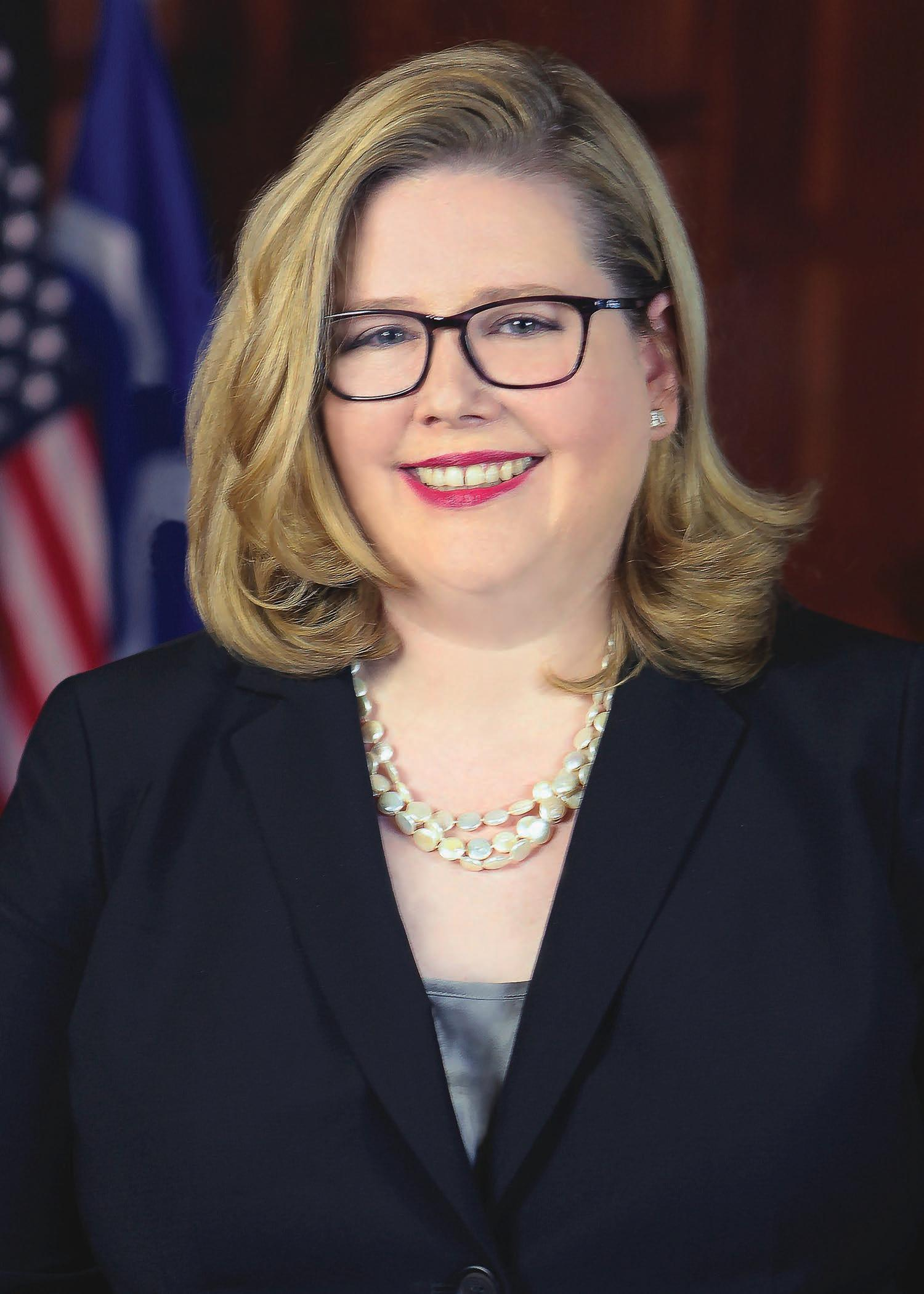
총무청장 에밀리 머피는 11월 23일까지 인수 자원을 보류했다.

조 바이든은 2020년 11월 7일 선거에서 대통령 당선인으로 일반적으로 인정되었음에도 불구하고, 미국 연방총무청장 에밀리 머피는 대통령 당선인에게로의 인수 개시를 거부하여, 그의 팀에 자금과 사무실 공간을 거부했다.
머피는 바이든 인수팀이 공식적으로 평화적인 정권 교체 작업을 시작하도록 허용하는 서한("확정" 결정)에 서명하는 것을 거부했다. 바이든 행정부 인수가 진행되는 것을 허용하지 않음으로써, 그녀는 차기 행정부가 사무실 공간을 확보하고, 장관 후보자에 대한 신원 조사를 수행하고, 재임 중 행정부가 직면할 수 있는 비상사태에 대응하는 데 필요할 수 있는 기밀 정보에 접근하는 것을 막았다. 머피의 서한 보류는 또한 바이든 대통령 당선인의 인수팀이 연방 인수 자금 수백만 달러를 급여 및 기타 비용으로 접근하고, 정부 이메일 주소를 설정하고, 미국 정부 윤리 사무소와 협력하여 입각 후보자들을 위한 필수 재정 공개 및 이해 상충 양식에 대해 작업하는 것을 막았다. 그녀의 거부가 국가 안보와 공중 보건을 위태롭게 할 수 있다는 대중의 추측 속에서, 머피는 2021년 고용 기회를 문의하며 자신을 위한 직업 탐색을 시작했다.
11월 8일, 초당파적 대통령 인수센터는 "트럼프 행정부가 선거 후 인수 절차를 즉시 시작하고 바이든 팀이 대통령 인수법에 따라 사용 가능한 자원을 최대한 활용할 것을 촉구한다"는 성명을 발표했다. 이 서한에는 대통령 인수에 대한 여러 전문가들이 서명했는데, 조슈아 볼튼, 조지 W. 부시 대통령의 전 비서실장; 마이크 리빗, 전 유타 주지사이자 부시의 보건복지부 장관; 맥 맥라티, 빌 클린턴의 전 비서실장; 페니 프리츠커, 버락 오바마의 상무부 장관이 서명했다.
조지 W. 부시 행정부의 첫 번째 백악관 비서실장이었던 앤드루 카드는 지연에 대해 우려를 표하며, "9/11 위원회는 2000년에 더 긴 인수 기간이 있었고 협력이 있었다면 더 나은 대응이 있었거나 심지어 공격이 없었을 수도 있다고 말했다"고 언급했다. 톰 리지, 마이클 처토프, 재닛 나폴리타노, 제이 존슨 등 4명의 전 국토안보부 장관은 머피에게 인수를 시작할 것을 요구하며 공동 성명에서 다음과 같이 썼다. "우리나라는 전 세계적인 팬데믹과 심각한 경기 침체라는 이중 위기 속에 있습니다. 팬데믹은 어떤 인수도 더 복잡하게 만들 것입니다. 우리 국가의 위험이 고조된 이 시기에, 우리는 인수를 시작할 시간을 단 하루도 허비할 수 없습니다. 국가의 이익을 위해, 우리는 지금 시작해야 합니다."
정부의 감염병 전문가인 앤서니 파우치는 지연이 공중 보건 관점에서 "분명히 좋지 않다"고 경고했으며, 바이든 대통령 당선인은 지연의 결과로 "더 많은 사람들이 사망할 수 있다"고 주장했다.
11월 23일, 미시간 주가 결과를 인증한 후, 머피는 확정 서한을 발급하여 바이든 인수팀이 질서 있는 인수를 위해 연방 자금과 자원에 접근할 수 있도록 허용했다. 최근의 선례와 달리, 이 서한은 바이든을 "대통령 당선인"이라고 부르지 않았으며, 그가 선거에서 승리했음을 암시하지 않고 법에 따른 요구 사항을 이행했다. 서한에서 머피는 이 법을 "모호하다"고 불렀으며, 선거 후 자원 배분 기준을 개선하기 위해 의회에 "법 개정을 고려할 것"을 권고했고, 자신이 받았다고 주장하는 압력에 대한 위협을 묘사했다.

## 타임라인

### 선거 전
인수팀과 행정부 간의 회의는 2020년 5월 두 개 위원회가 구성되면서 시작되었다. 전 부통령이 민주당 후보 지명을 확정 지을 무렵이었다.
- 2020년 4월 8일: 버니 샌더스가 철수하면서 바이든은 유력 후보가 된다.[50]
- 2020년 6월 20일: 초기 인수팀 발표.[51]
- 2020년 8월: 바이든과 캘리포니아주 상원의원 카멀라 해리스가 민주당 전당대회에서 지명된다.
- 2020년 9월 5일: 전체 인수팀 공개.[51]
- 2020년 11월 1일: 인수 자료 완료 기한.[52]
- 2020년 11월 3일: 선거일

### 선거 후
- 11월 4일: 인수 웹사이트 buildbackbetter.com이 개설된다.[53]
- 11월 7일: 바이든의 당선이 확정된다.[54]
- 11월 8일: 총무청장 에밀리 머피는 인수 공식 시작을 선언하는 서한 서명을 거부하여, 바이든 팀에게 자금과 사무실 공간을 거부한다.[7]
- 11월 10일: 인수 공동 의장 테드 카우프만은 최소 500명으로 구성된 전체 인수팀을 발표한다.[55]
- 11월 23일: 에밀리 머피가 인수 서한에 서명한다.[56] 인수 웹사이트의 웹 주소가 buildbackbetter.com에서 buildbackbetter.gov로 변경된다.
- 12월 9일: 모든 주와 D.C.의 선거 결과가 인증된다.
- 12월 11일: 대법원이 텍사스 대 펜실베이니아 사건의 이의 제기를 기각하여 다른 모든 이의 제기를 무효화한다.
- 12월 14일: 선거인단은 바이든을 대통령으로, 해리스를 부통령으로 공식 선출한다.
- 12월 18일: 국방부 장관 대행이 바이든 인수팀을 놀라게 하며 1월까지 상호 합의에 따른 접촉 중단을 발표한다.
- 2021년 1월 6일: 의회가 선거인단 투표를 개표한다; 2021년 미국 국회의사당 습격으로 중단된다.
- 2021년 1월 7일: 의회가 선거인단 투표 개표를 완료하고 선거 결과를 공식 확인한다.
- 2021년 1월 13일: 트럼프 대통령이 두 번째로 탄핵된다.
- 2021년 1월 20일: 취임일

## 인수 절차
2010년 선거 전 대통령 인수법에 따라, 잠재적 대통령 인수팀은 미국 연방총무청 (GSA)으로부터 사무실 공간을 제공받는다. 그들은 또한 직원 급여를 위한 정부 자금을 받을 자격이 있으며, 2012년 미트 롬니의 인수팀에 대한 지출은 890만 달러로, 모두 미국 정부가 책정한 자금이었다. 바이든 인수팀이 연방 기관과 공식적으로 협력하고, 연방 인수 자금에 접근하며, 정부 제공 사무실 공간을 활용하기 위해서는 바이든이 연방총무청장에 의해 대통령 당선인으로 공식 인증되어야 했다. 언론이 바이든의 당선을 예상하고 트럼프가 승복을 거부하자, 현재의 GSA 청장인 트럼프 임명자 에밀리 W. 머피는 인가 서한에 서명하기를 거부했다. 그녀는 바이든이 승리했다는 언론 외의 인증을 보지 못했으며, 바이든을 대통령 당선인으로 대우할 의무가 없다고 주장했다.
대통령직 인수의 주요 책임에는 대통령의 뜻에 따라 봉사하는 약 4,000개의 비공무 직위에 대한 후보자 식별 및 심사; 백악관, 원 옵서버토리 서클, 캠프 데이비드를 포함한 행정 관저의 점유安排; 미국 전략사령부와 골드 코드 수령을 위한 연락; 그리고 신임 행정부의 정책 우선순위에 대한 고위 공무원 브리핑이 포함된다.
기존 연방 법률 및 관례에 따라 바이든은 2020년 8월 민주당 전당대회에서 그의 지명이 공식화되었을 때 기밀 국가 안보 브리핑을 받을 자격을 얻었다.
대통령 인수법은 2019년에 개정되어 현직 대통령이 선거 연도 6월까지 "인수 위원회"를 설립하여 잠재적인 권한 이양을 용이하게 하도록 요구한다.

## 인수 활동

### 인수팀 구성

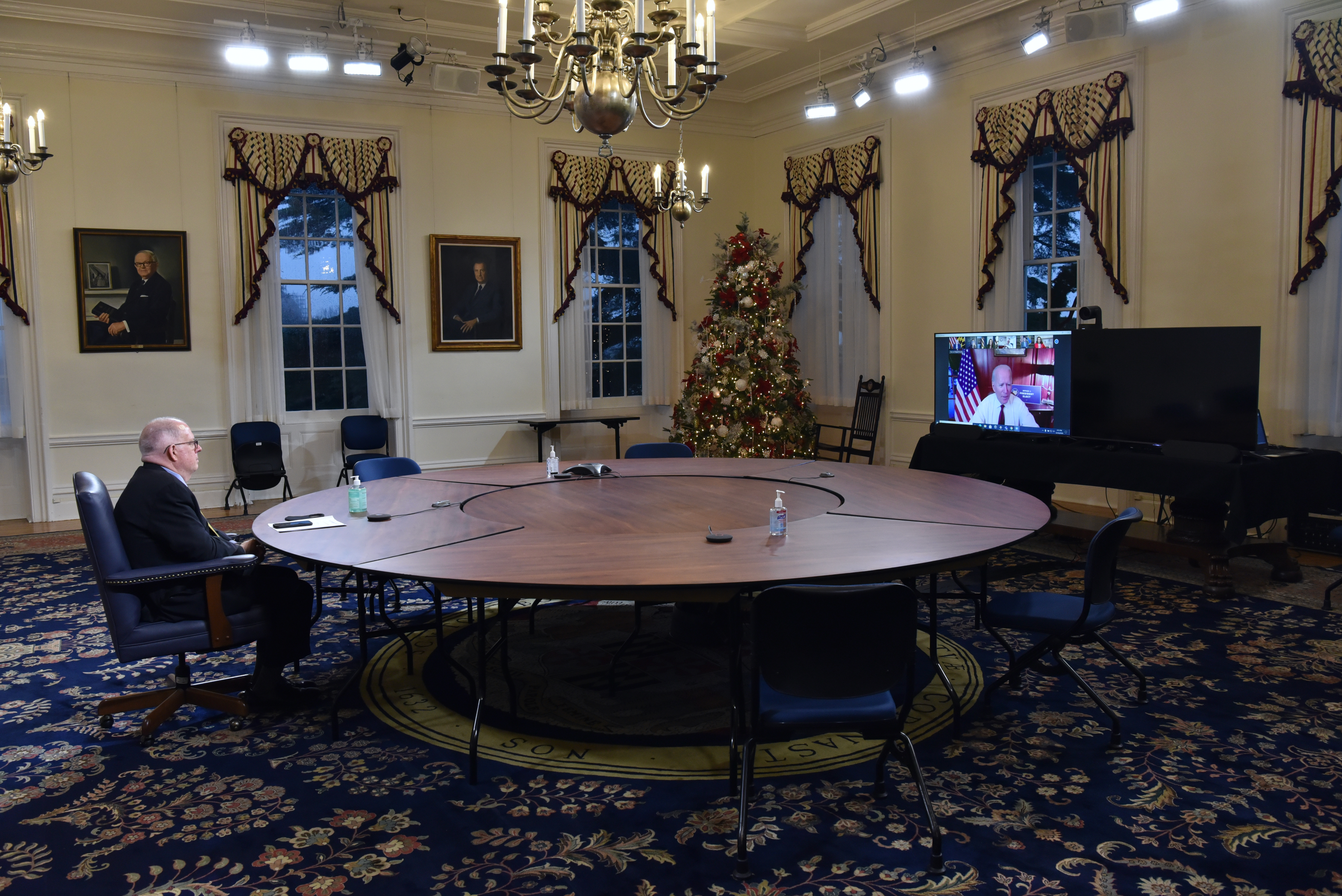
메릴랜드 주지사 래리 호건이 12월 16일 바이든, 해리스 및 다른 주지사들과의 가상 회의에 참석하고 있다.

바이든은 2020년 5월부터 인수 직원을 임명하기 시작했으며, 테드 카우프만이 의장을 맡았다. 카우프만은 이전에 바이든이 부통령이 되기 위해 상원 의원직을 사임한 후 그의 델라웨어 상원 의석에 임명되었다. 추가 직원은 9월에 발표되었다. 캠페인의 예산은 700만~1000만 달러로 추정되었으며, 2020년 12월 초까지 300명의 직원을 둘 계획이었다. 9월 말과 10월 초에 여러 작업 그룹이 설치되었다. COVID-19 팬데믹으로 인해 대부분의 작업은 줌을 통해 진행되었다.
바이든은 선거일 다음 날이자 최종 선거 결과가 나오기 전인 11월 4일 동부 표준시 오후 6시 30분경에 인수 웹사이트를 개설했다.

### 해리스 상원 인수
해리스는 부통령직에 취임하기 이틀 전인 2021년 1월 18일 상원 의석을 사임했다. 2021년 1월 19일, 캘리포니아 주지사 개빈 뉴섬은 캘리포니아 주 국무장관 알렉스 파디야가 해리스의 남은 임기를 승계했다고 발표했다.

### 소송
인수 인계가 진행되는 동안, 선거 절차와 결과에 이의를 제기하는 여러 소송이 제기되었다. 이 소송의 대부분은 성공하지 못하고 빠르게 기각되었다.

### 코로나19 자문 위원회
바이든은 백악관 직원이나 내각 임명을 하기 전에, 전 의무감 비벡 머시, 전 식품의약국 국장 데이비드 케슬러 및 예일 대학교 역학 교수 마르셀라 누네즈스미스가 공동 의장을 맡아 이전 백악관 코로나 바이러스 태스크포스를 대체할 코로나19 태스크포스를 임명할 것이라고 발표했다.
바이든은 도널드 트럼프보다 코로나19 팬데믹에 대한 연방 정부의 더 큰 대응을 약속했으며, 이는 대공황 이후 프랭클린 D. 루스벨트 대통령의 뉴딜과 유사하다. 여기에는 코로나 바이러스 검사 확대, 개인 보호 장비의 안정적인 공급, 백신 배포, 그리고 보호 장비 및 검사 키트 제조 및 배포 물류를 조율할 국가 "공급망 사령관"의 감독 하에 학교와 병원을 위한 의회 자금 확보가 포함된다. 이는 루스벨트의 전쟁 생산 위원회와 유사한 "팬데믹 검사 위원회"에 의해 배포될 것이다.
바이든은 또한 공급량을 늘리기 위해 트럼프보다 국방물자생산법을 더 적극적으로 발동할 것을 약속했으며, 접촉자 추적자 "공중 보건 일자리 부대"를 위해 최대 10만 명의 미국인을 동원하여 발병을 추적하고 예방하는 데 도움을 줄 것이라고 했다. "다른 위원들은 루시아나 보리오, 릭 브라이트, 이세키엘 임마누엘, 아툴 거완데, 셀린 군더, 줄리 모리타, 마이클 오스터홀름, 로이스 페이스, 로버트 로드리게스와 에릭 구스비 박사이다." 앤서니 파우치는 11월 25일에 바이든 인수팀과 곧 협력할 것으로 예상한다고 확인했다.

### 내각 및 백악관 임명
11월 11일, 바이든은 자신의 부통령 재임 시절 비서실장이었던 론 클레인을 백악관 비서실장으로 지명한다고 발표했다. 11월 17일, 마이크 도닐론은 대통령 고문, 젠 오말리 딜런은 부비서실장, 스티브 리체티는 고문, 세드릭 리치먼드는 미국 대통령 선임고문 겸 대중 참여실장, 데이나 레무스는 법률고문으로 임명되었다. 애니 토마시니는 집무실 운영실장으로 임명되었다. 2020년 11월 20일, 바이든은 루이자 테렐을 입법 사무실장으로, 카를로스 엘리존도를 백악관 사회 비서로, 캐서린 M. 러셀을 백악관 대통령 인력 사무실장으로, 말라 아디가를 영부인 정책실장으로 임명했다.
2020년 11월 22일, 블룸버그 뉴스 및 뉴욕 타임스는 바이든이 앤터니 블링컨을 국무부 장관 후보자로 선정했다고 보도했다. 다음 날, 바이든은 알레한드로 마요르카스를 국토안보부 장관으로, 아브릴 헤인스를 국가정보국장으로, 린다 토머스그린필드를 유엔 주재 미국 대사로, 제이크 설리번을 국가안보보좌관으로, 존 케리를 기후변화 특별 대통령 특사로 지명할 것이라고 발표했다. 또한 바이든이 전 연방준비제도 의장인 재닛 옐런을 재무장관으로 지명할 것이라고 보도되었다.

#### 백악관 직원

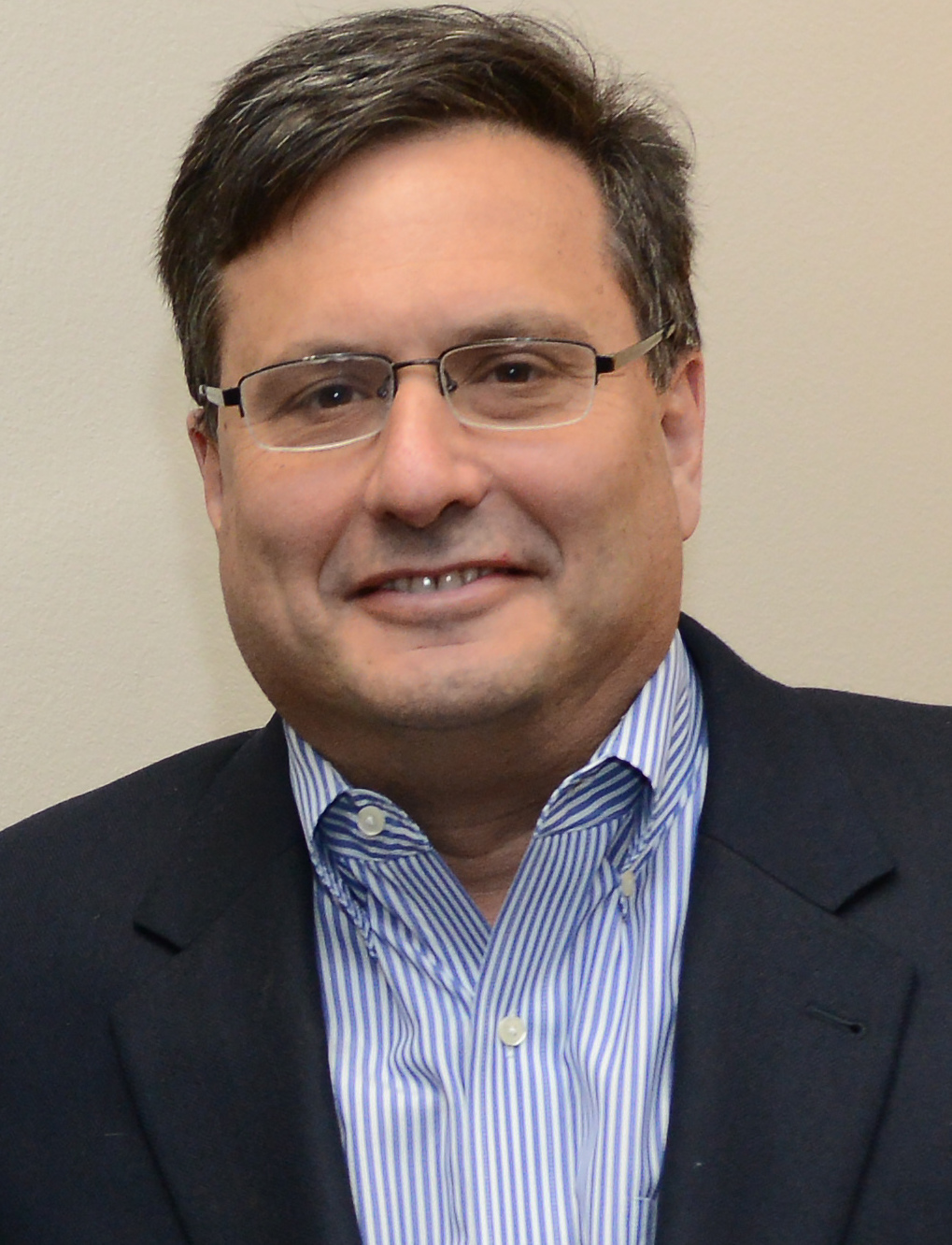
론 클레인 백악관 비서실장 (11월 11일 발표)
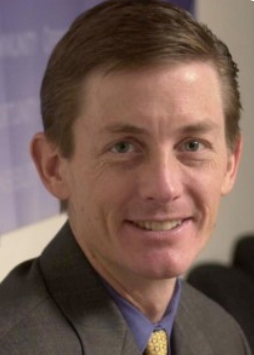
브루스 리드 백악관 부비서실장 (12월 22일 발표)
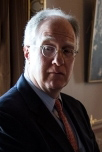
마이크 도닐론 대통령 고문 (11월 17일 발표)
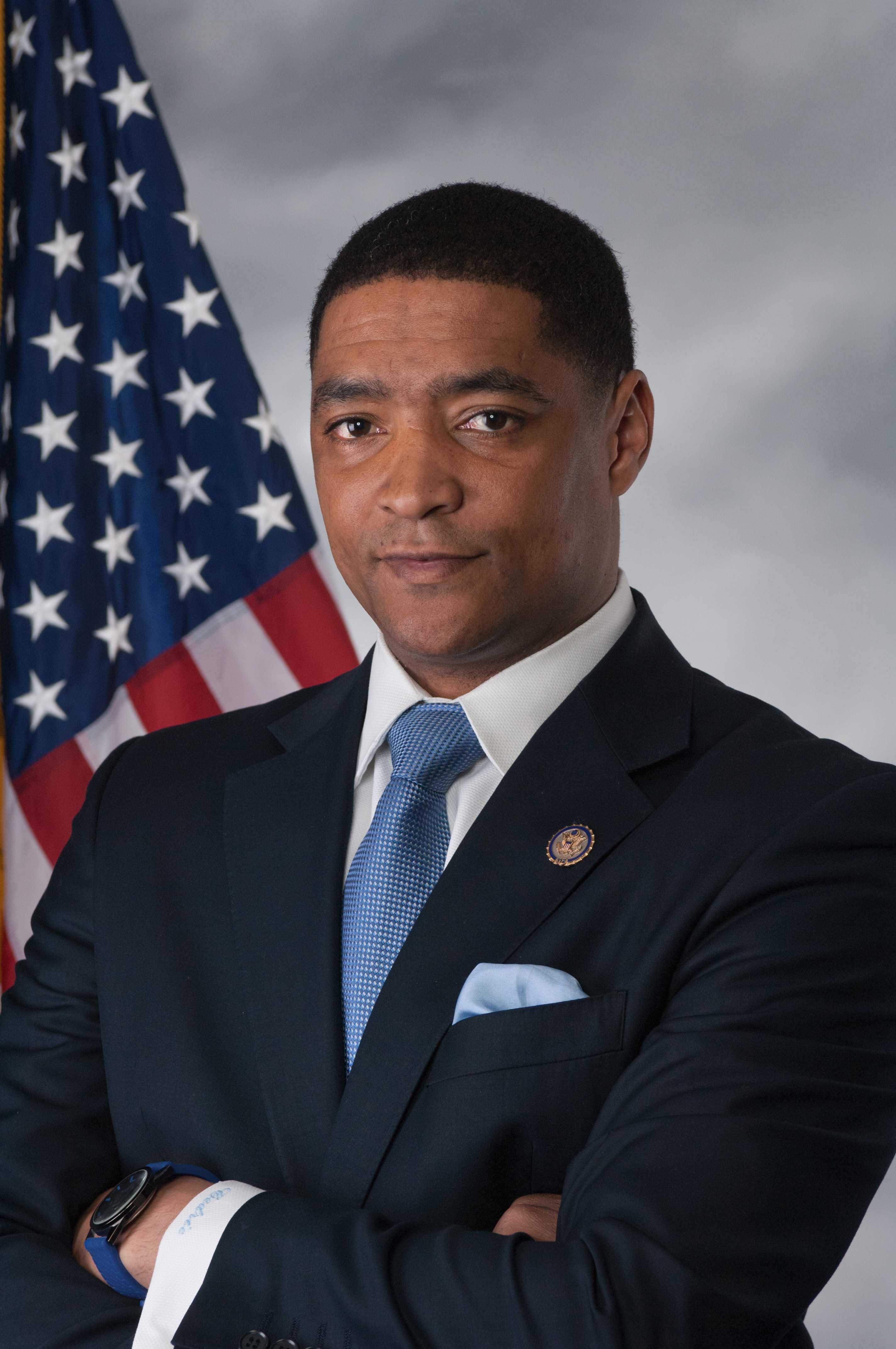
세드릭 리치먼드 대통령 고문 & 대중 참여실장 (11월 17일 발표)
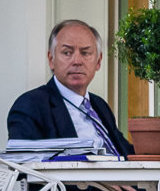
스티브 리체티 고문 (11월 17일 발표)
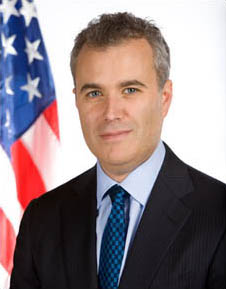
제프 지언츠 고문/코로나19 조정관 (12월 7일 발표)
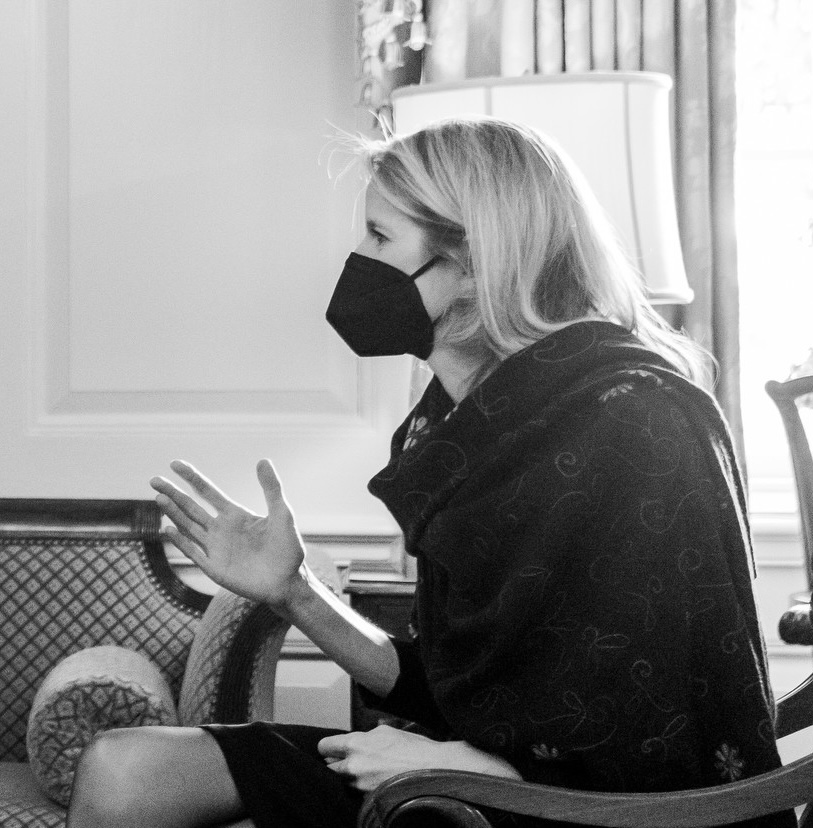
데이나 레무스 백악관 법률고문 (11월 17일 발표)
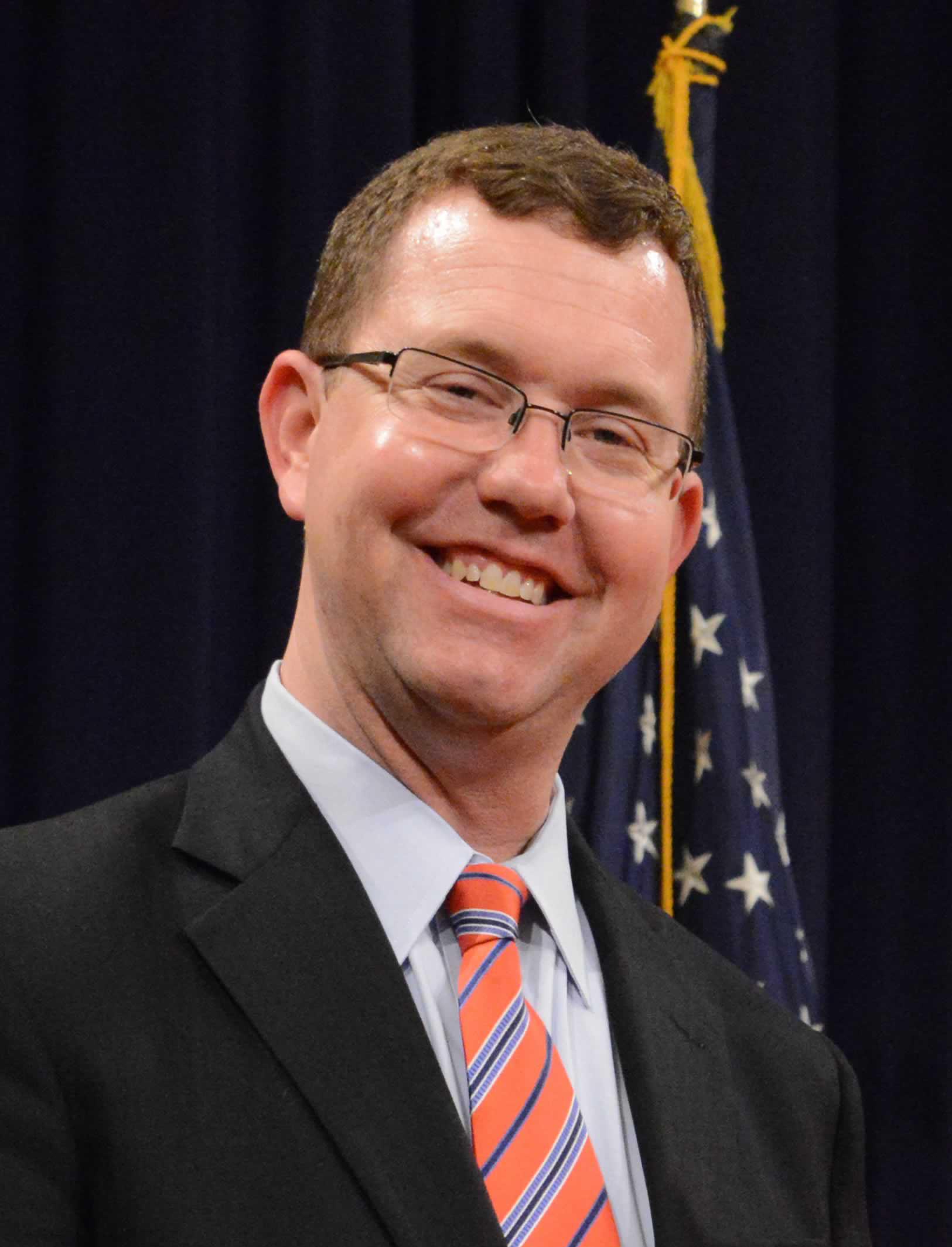
스튜어트 델러리 백악관 법률고문보 (12월 23일 발표)
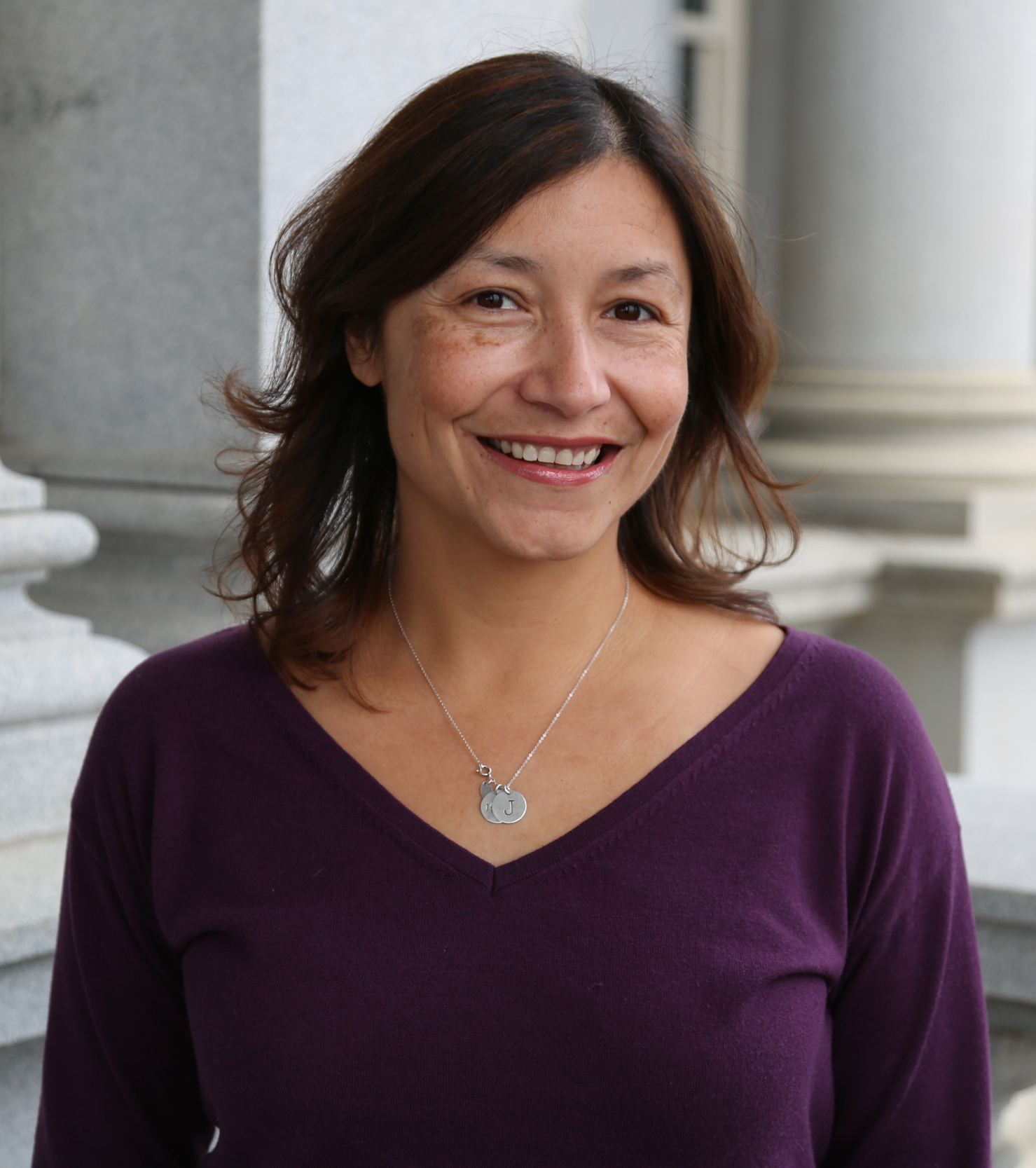
줄리 로드리게스 정부간 업무실장 (11월 17일 발표)
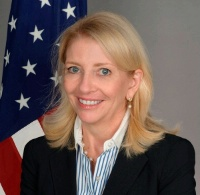
캐시 러셀 백악관 대통령 인력 사무실장 (11월 20일 발표)
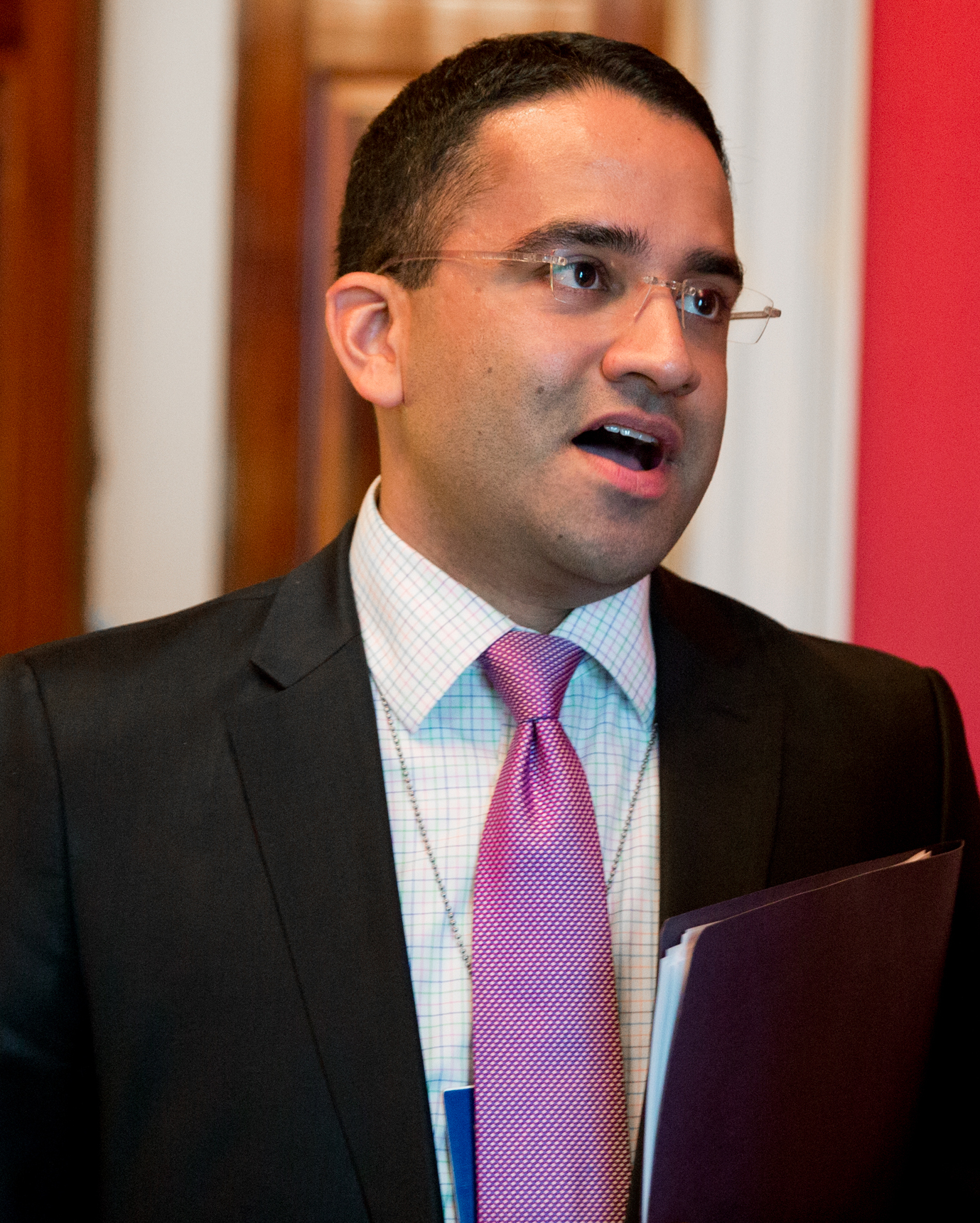
고탐 라가반 백악관 대통령 인력 부국장 (12월 22일 발표)
애니 토마시니 집무실 운영실장 (11월 17일 발표)[84]
제시카 헤르츠 직원 비서 (12월 30일 발표)[88]
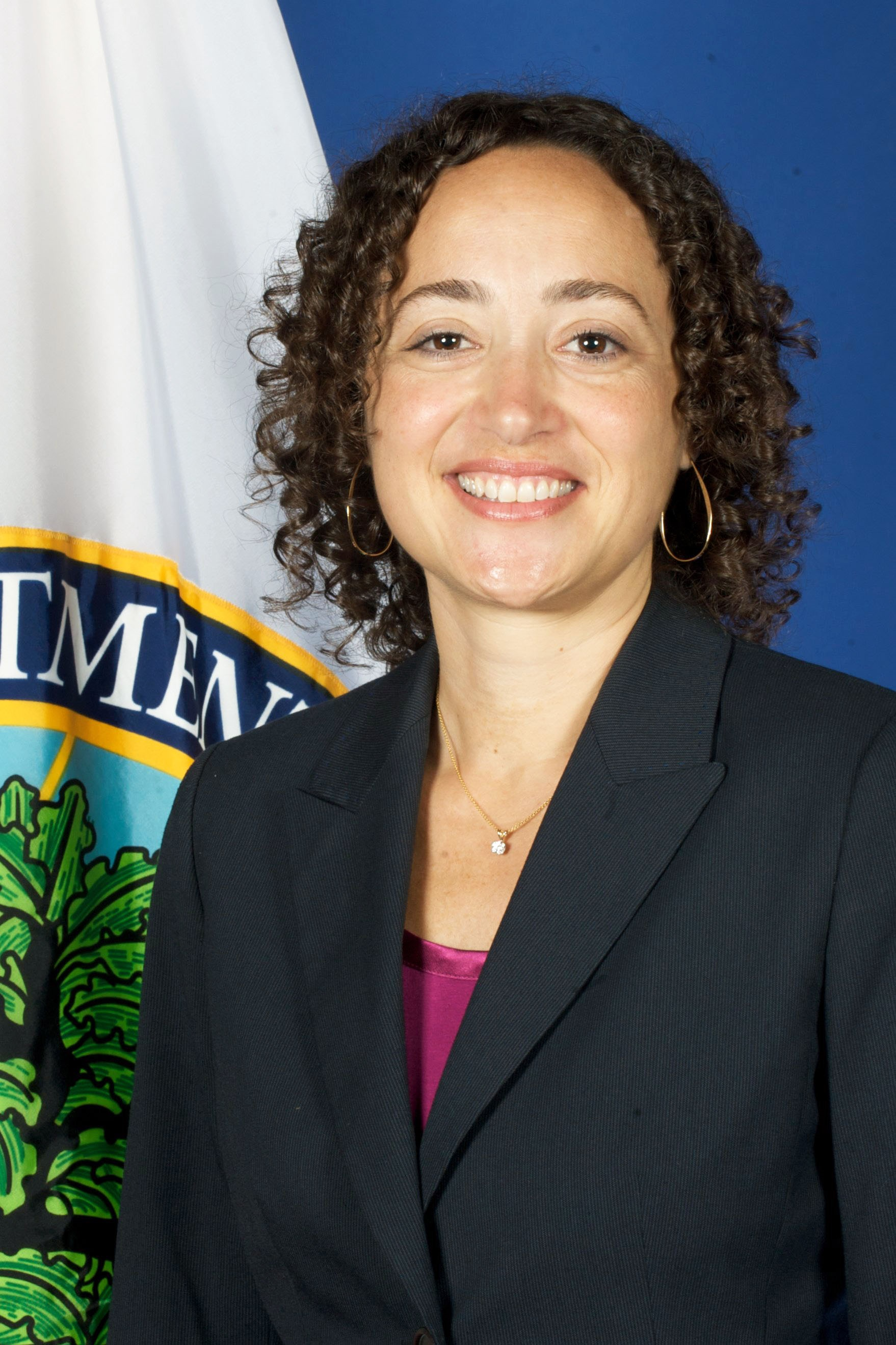
캐서린 라몬 국내정책위원회 인종 정의 및 평등 부국장 (1월 14일 발표)
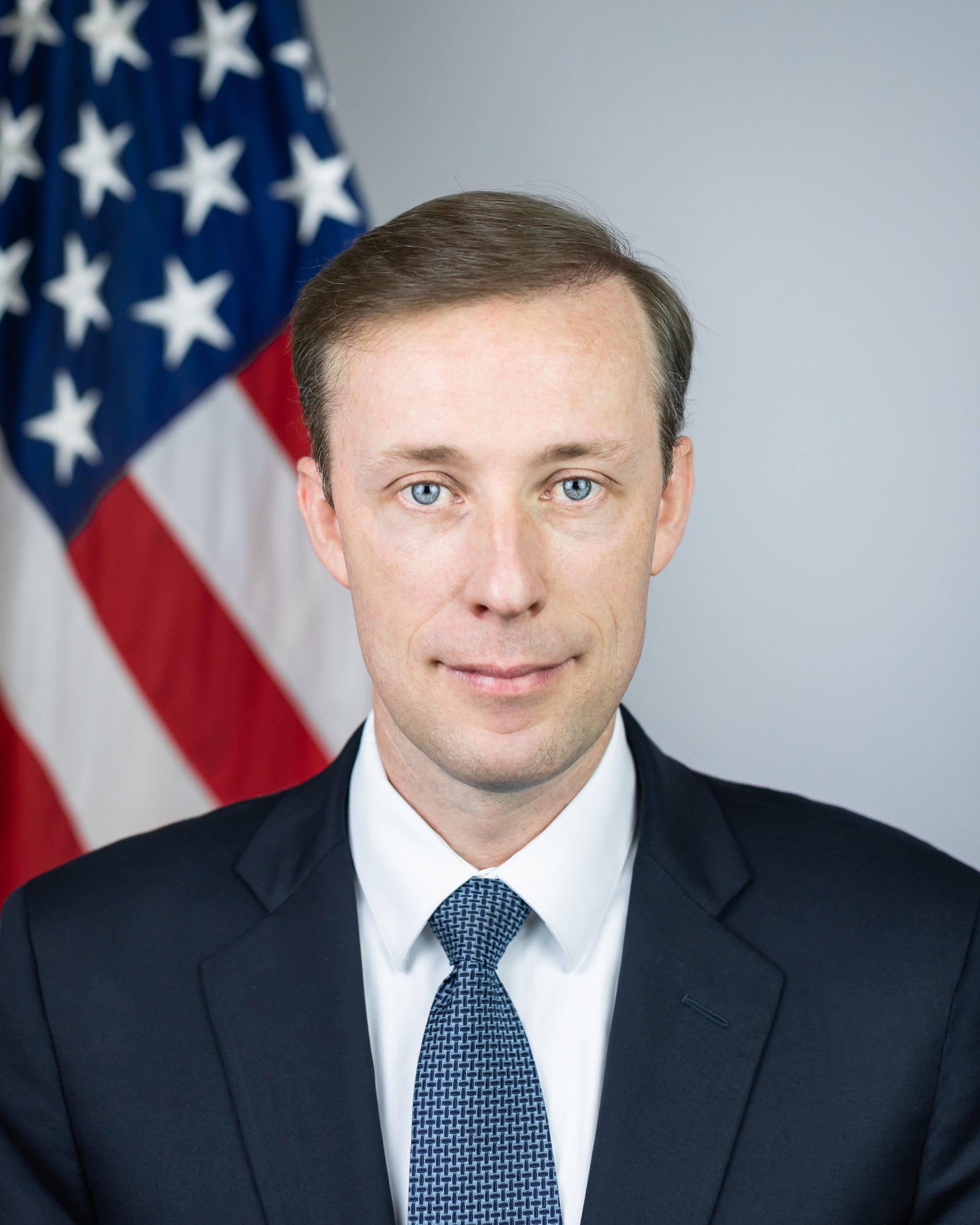
제이크 설리번 국가안보보좌관 (11월 24일 발표)

#### 통신실

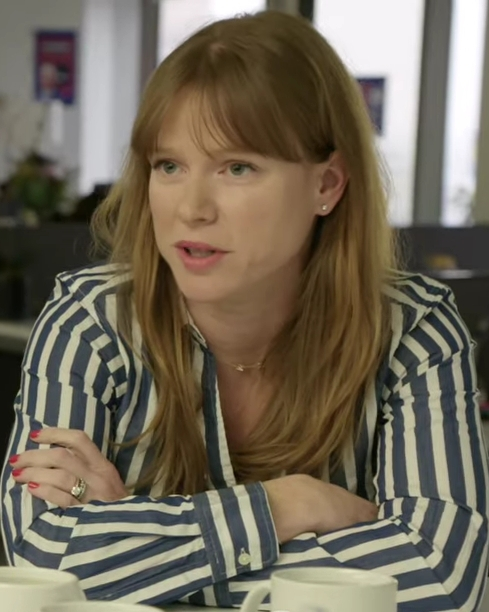
케이트 베딩필드 백악관 통신실장 (11월 29일 발표)
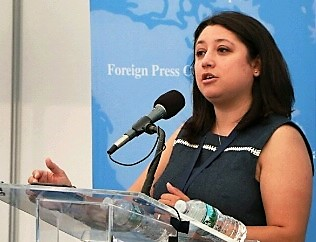
필리 토바 백악관 부통신실장 (11월 29일 발표)
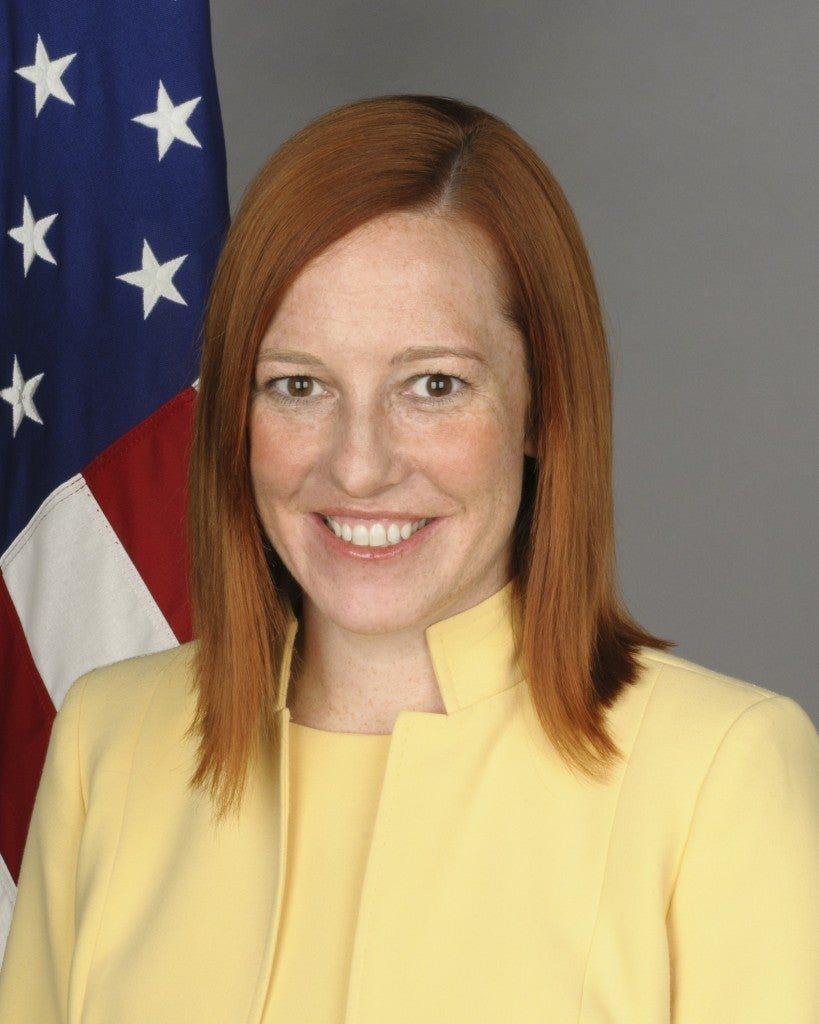
젠 사키 백악관 대변인 (11월 29일 발표)
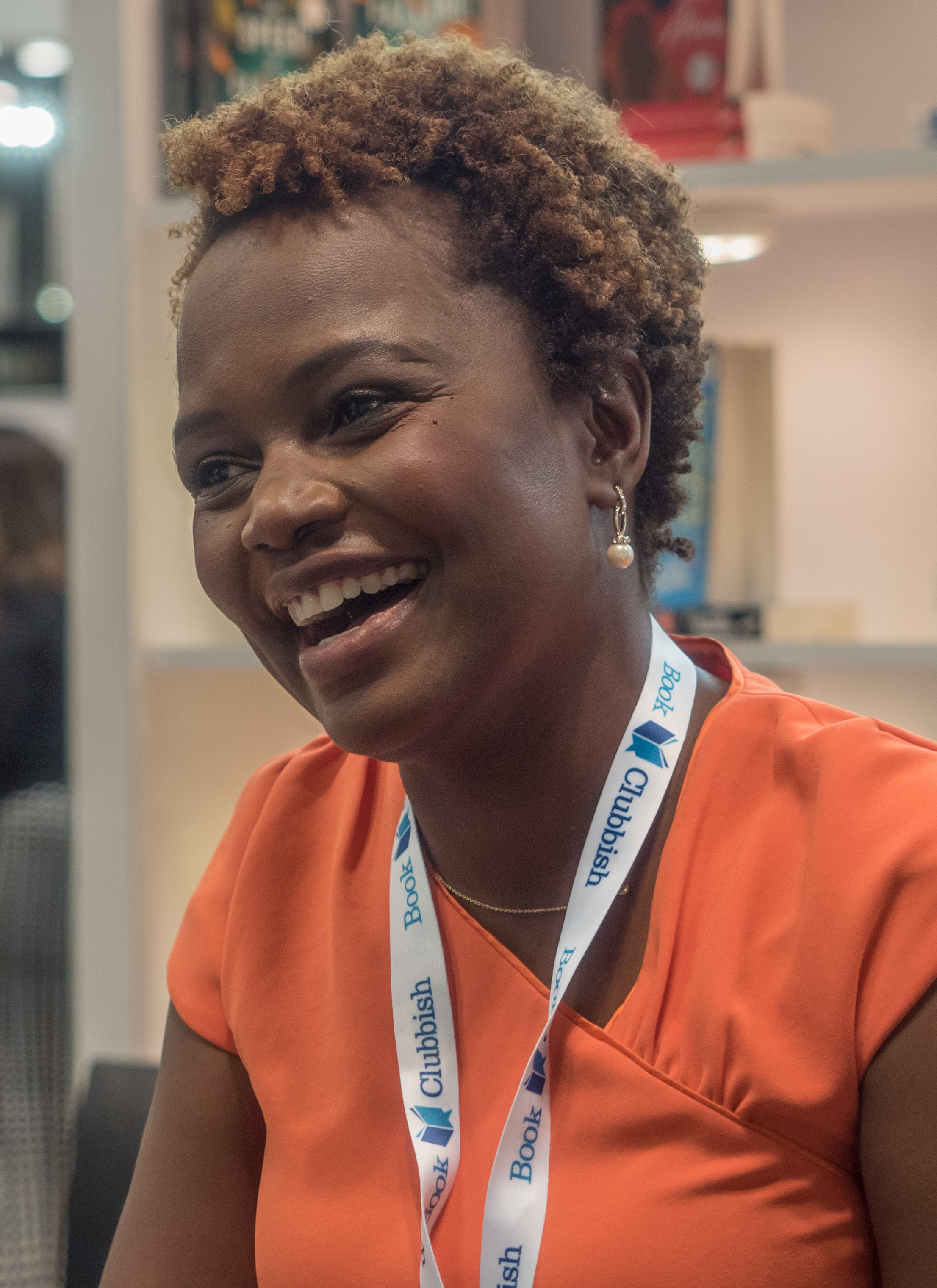
카린 장피에르 수석 부대변인 (11월 29일 발표)
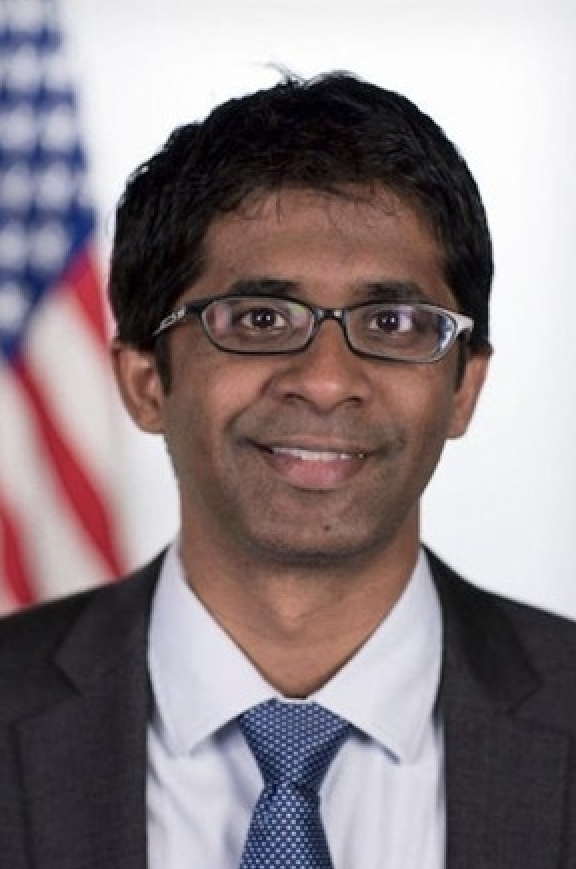
비나이 레디 연설문 담당관 (12월 22일 발표)

#### 부통령실

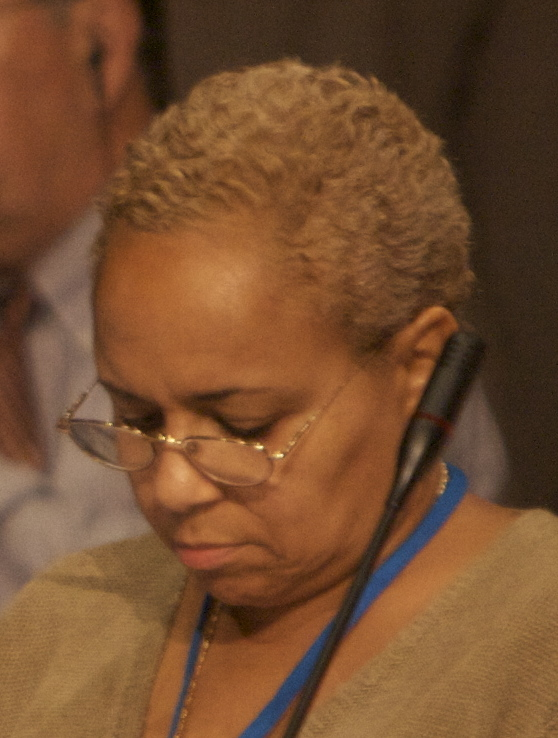
하르티나 플러노이 부통령 비서실장 (12월 3일 발표)
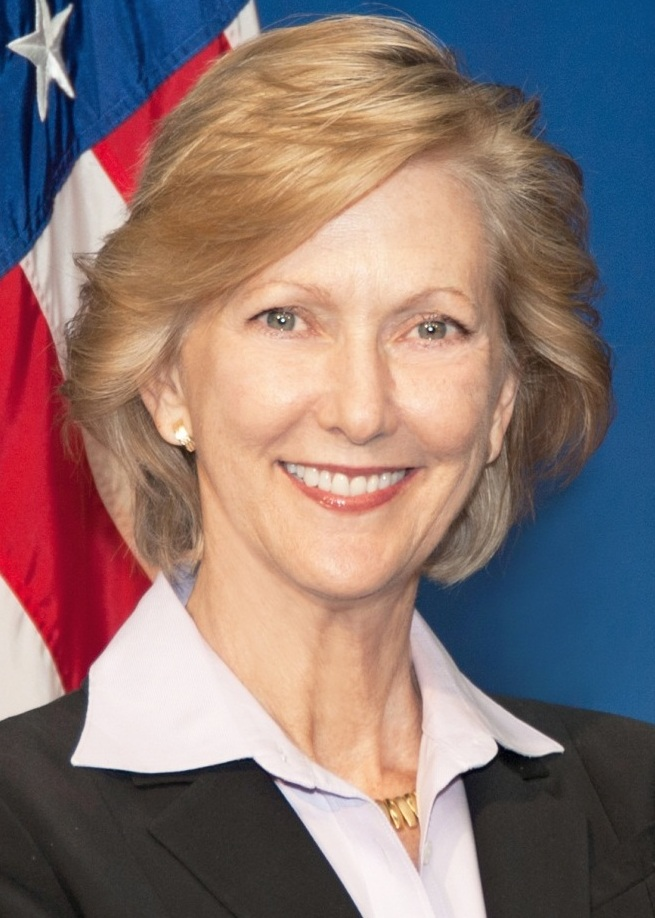
낸시 맥엘다우니 부통령실 국가안보보좌관 (12월 3일 발표)
마이클 푸치스 부통령 부비서실장 (12월 3일 발표)[93]
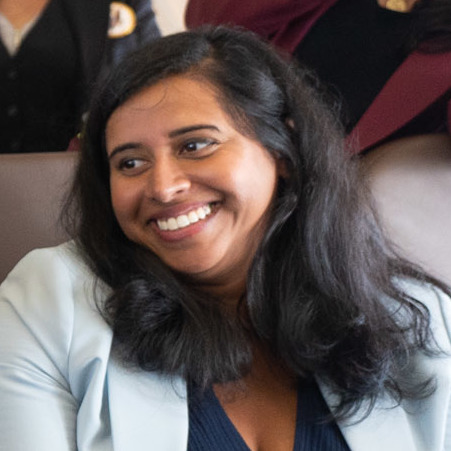
로히니 코소글루 부통령실 정책고문 (12월 3일 발표)
애슐리 에티엔 부통령실 통신국장 (11월 29일 발표)[91]
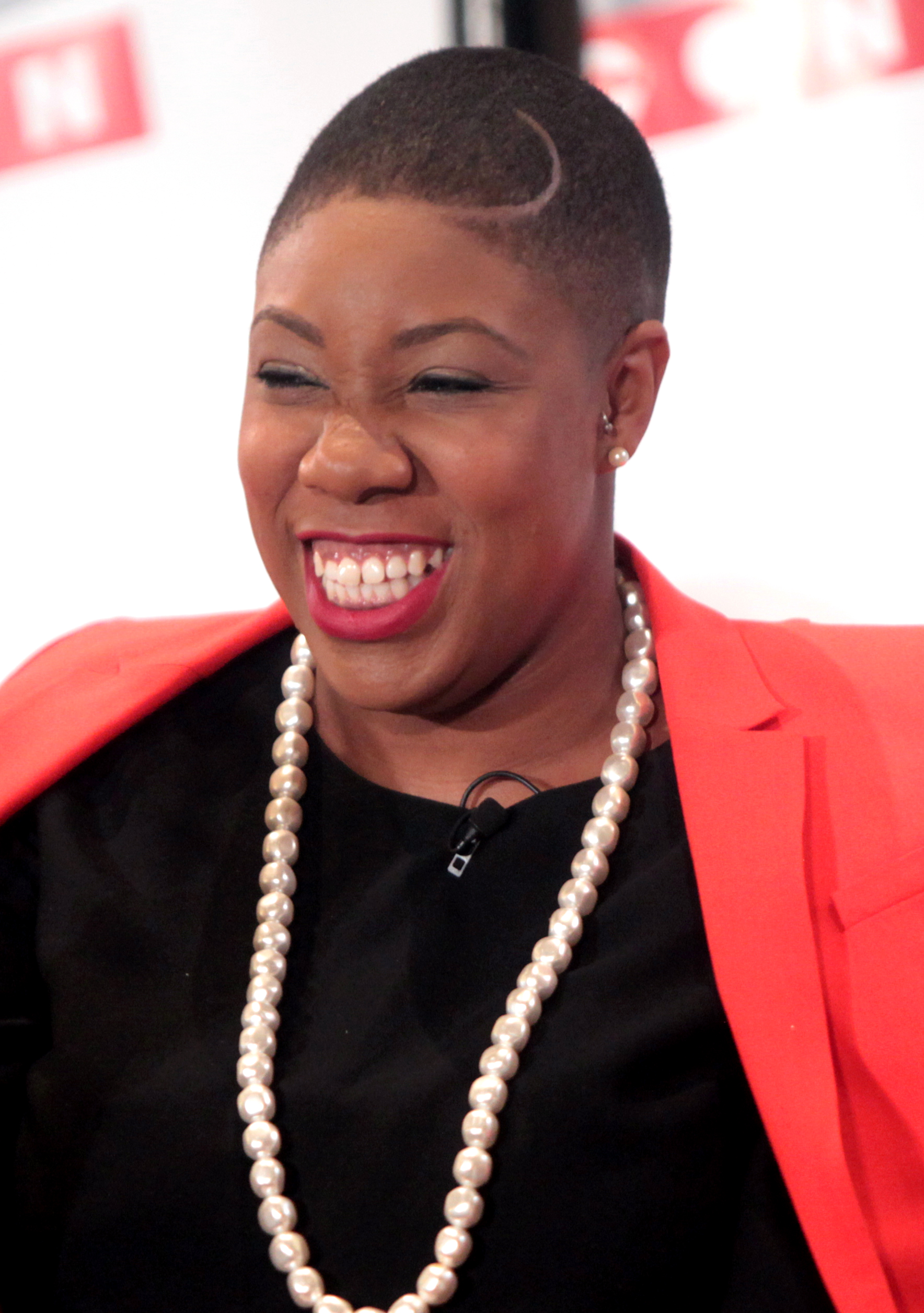
시몬 샌더스 부통령실 고문 겸 수석대변인 (11월 29일 발표)
신시아 번스타인 부통령실 관리 및 행정실장 (12월 30일 발표)[88]
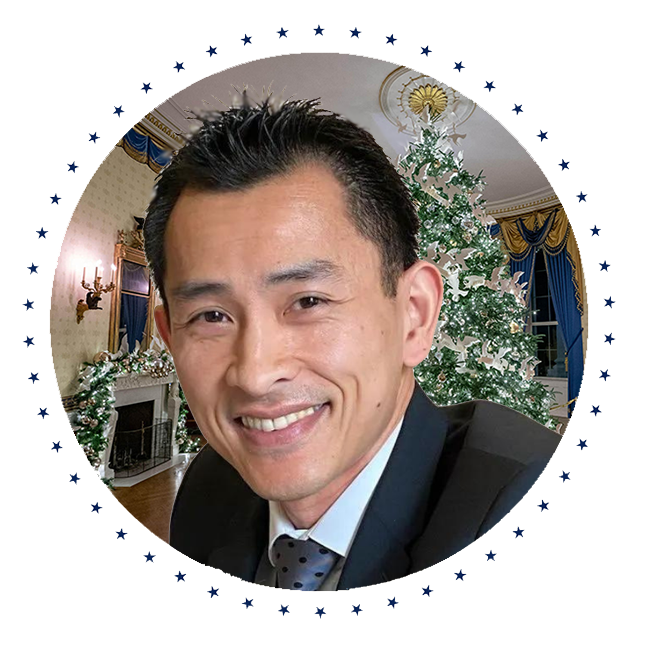
조쉬 슈 부통령실 법률고문 (12월 30일 발표)
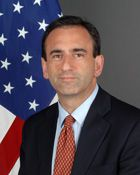
필립 H. 고든 부통령실 국가안보부보좌관 (1월 16일 발표)
허비 지스켄드 부통령실 부통신국장 (11월 29일 발표)[93]

#### 영부인실

앤서니 버널 영부인실 고문 (11월 17일 발표)[84]
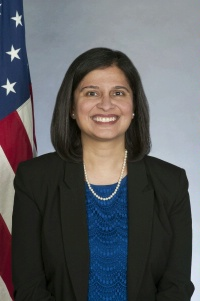
말라 아디가 영부인실 정책국장 (11월 20일 발표)
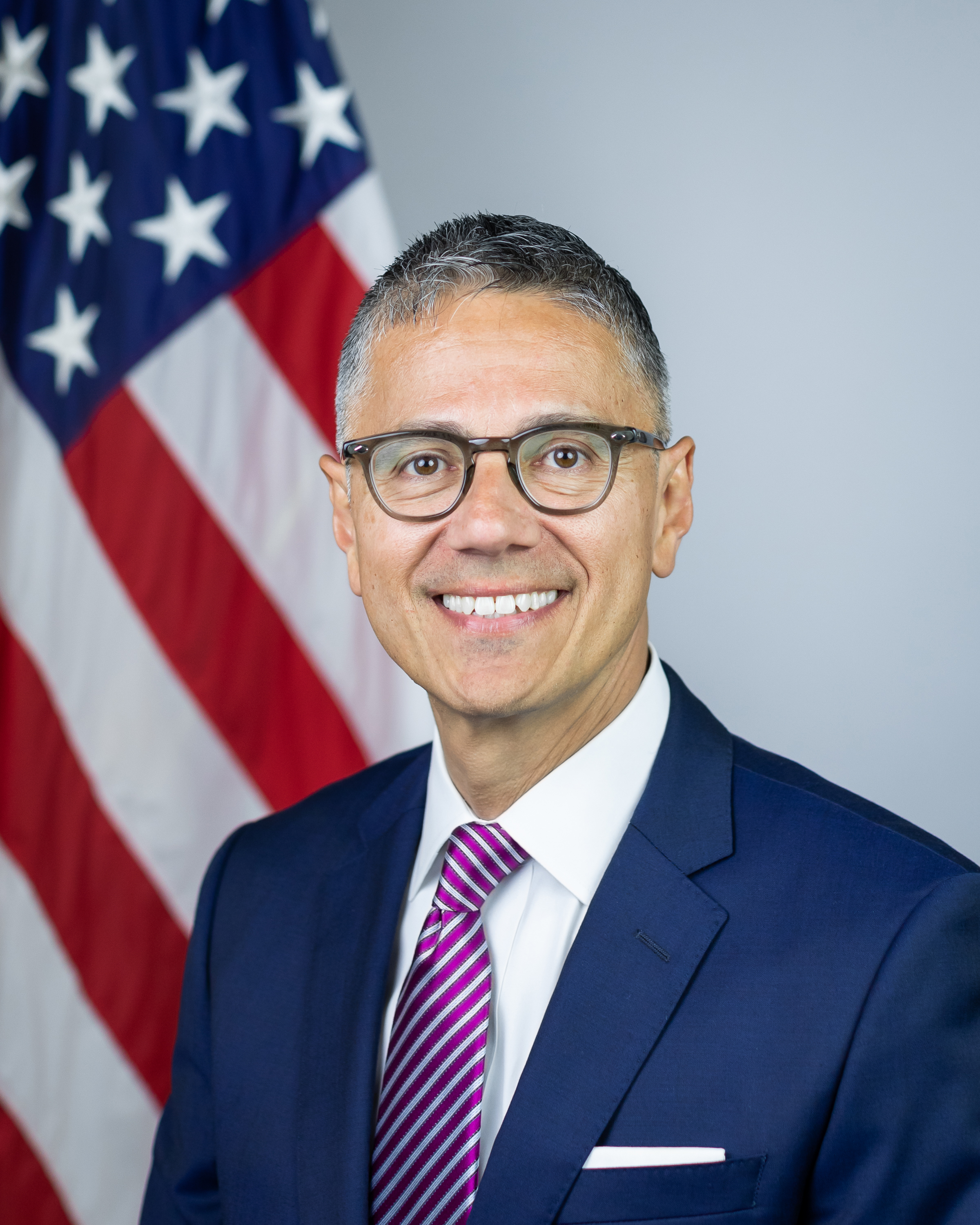
카를로스 엘리존도 백악관 사회 비서 (11월 20일 발표)
엘리자베스 E. 알렉산더 영부인실 통신국장 (11월 29일 발표)[91]
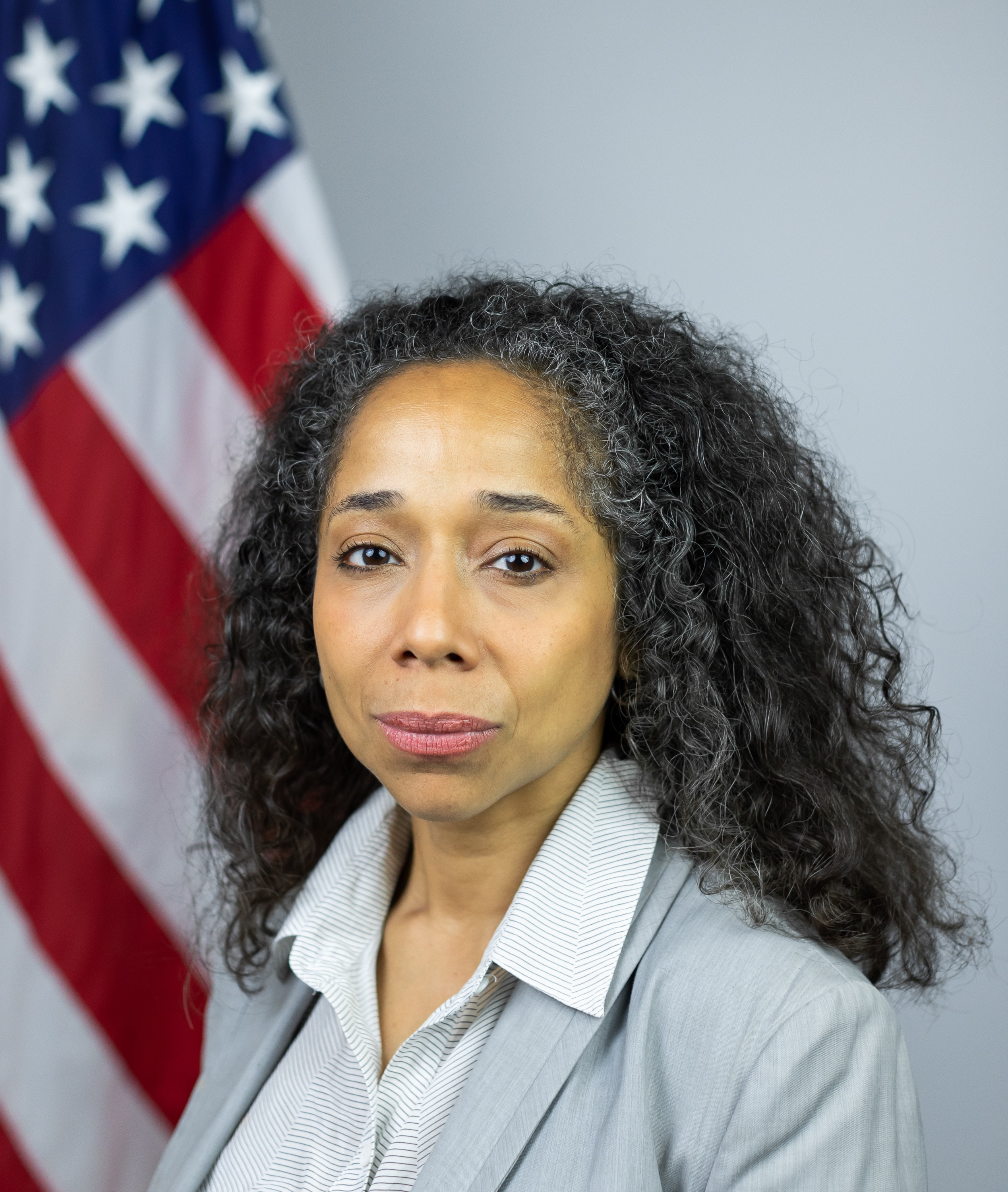
줄리사 레이노소 판탈레온 영부인실 비서실장 (11월 17일 발표)

#### 국내 정책

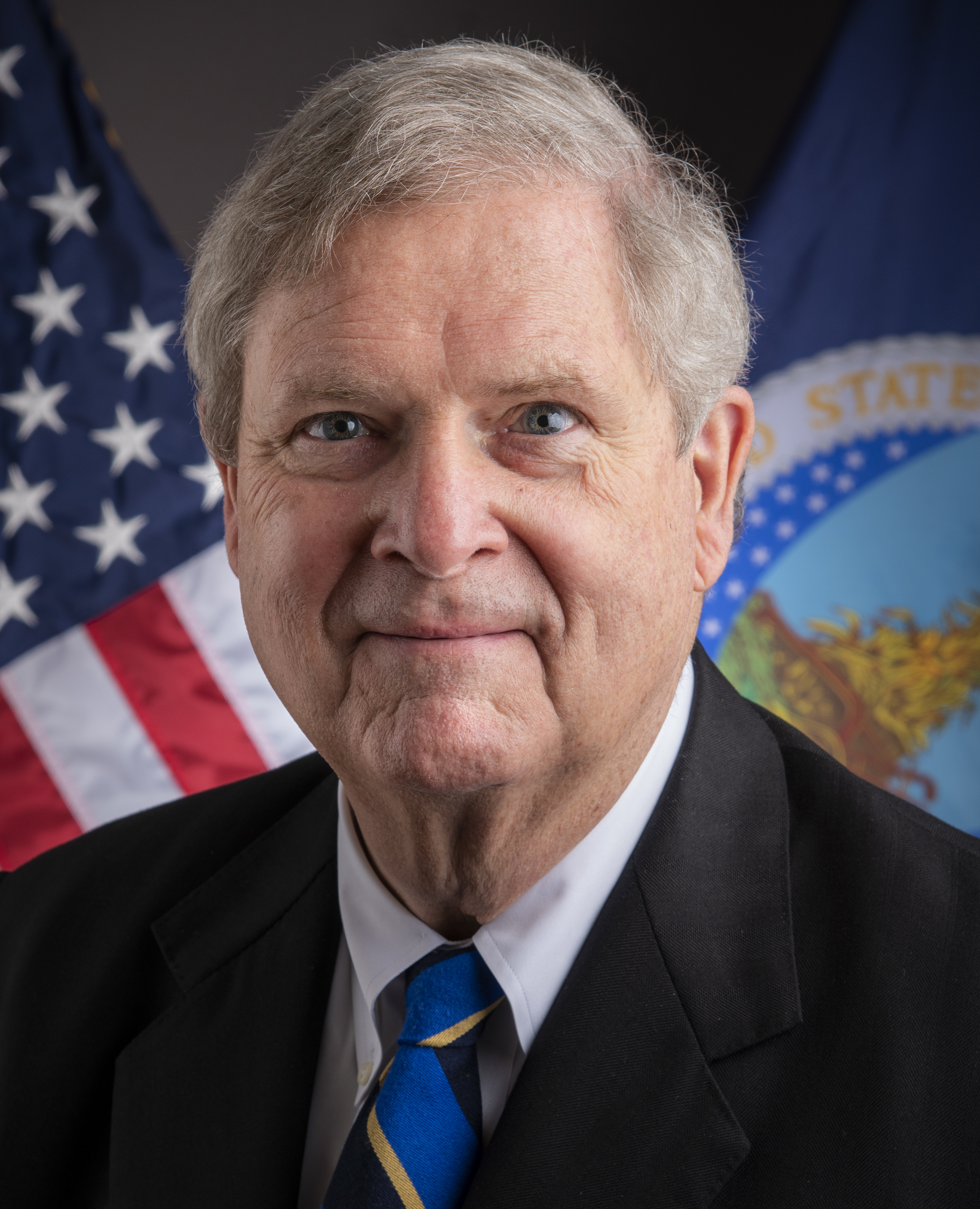
톰 빌색 농무장관 (12월 10일 발표)
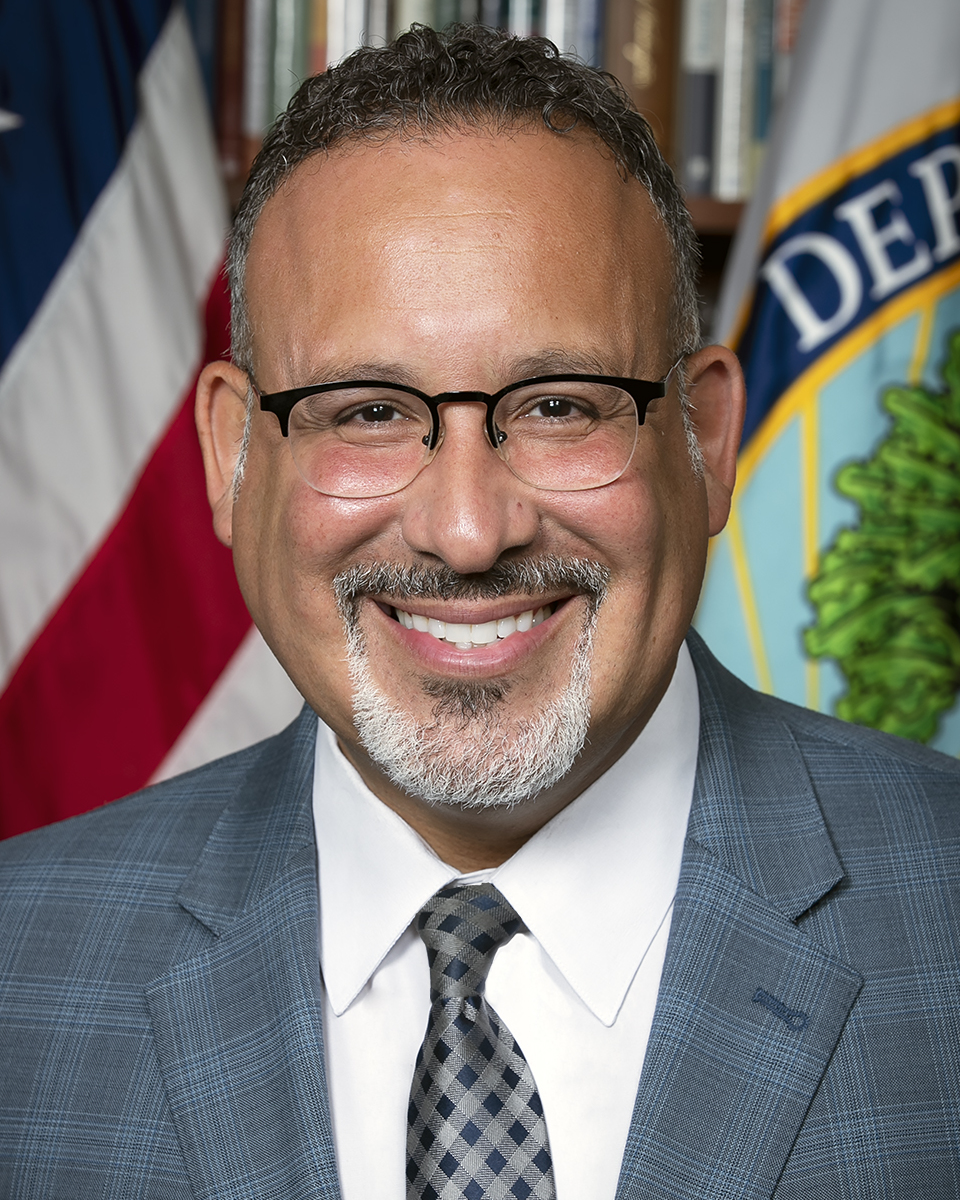
미겔 카도나 교육부 장관 (12월 22일 발표)
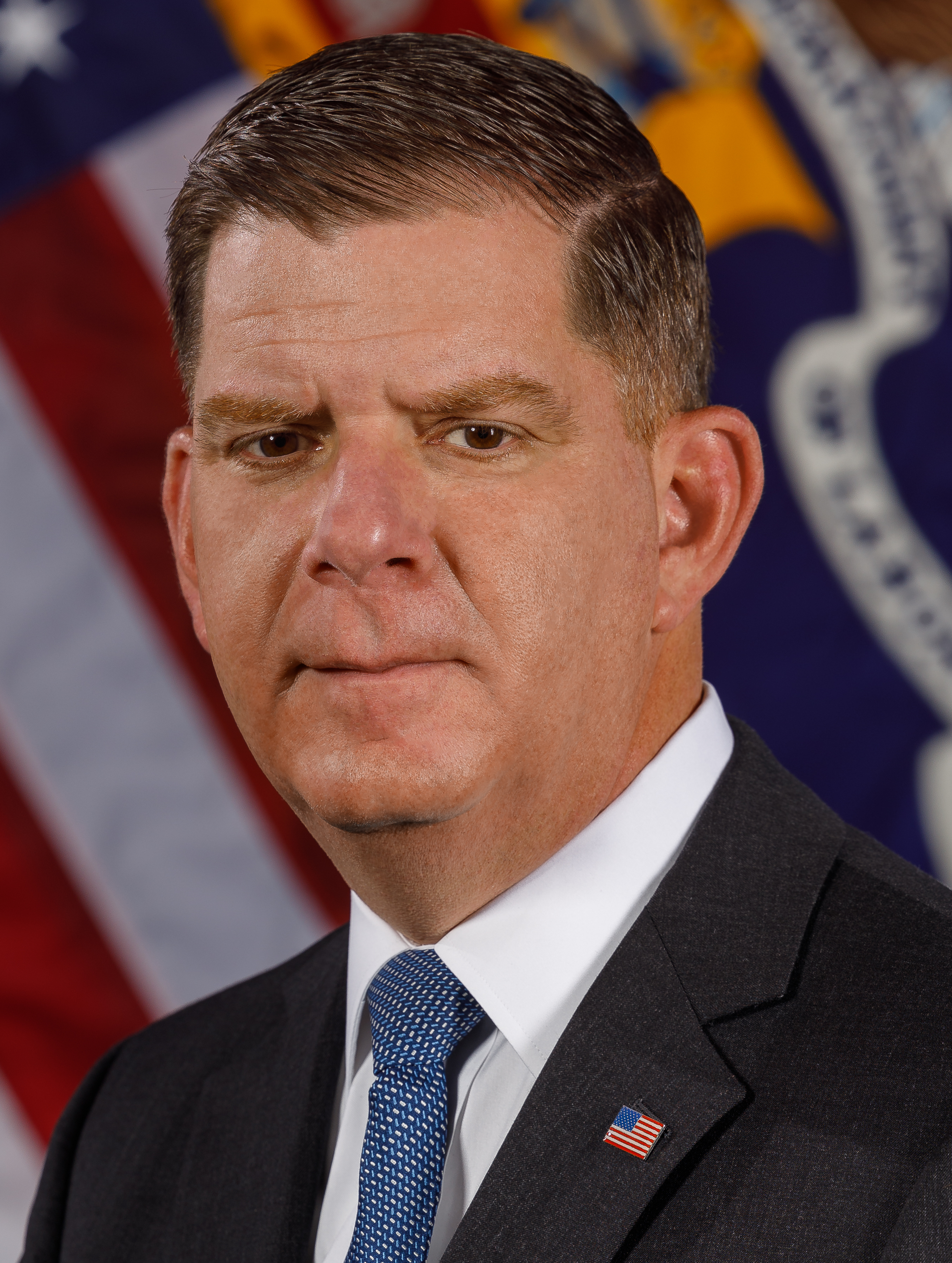
마티 월시 노동부 장관 (1월 7일 보도)
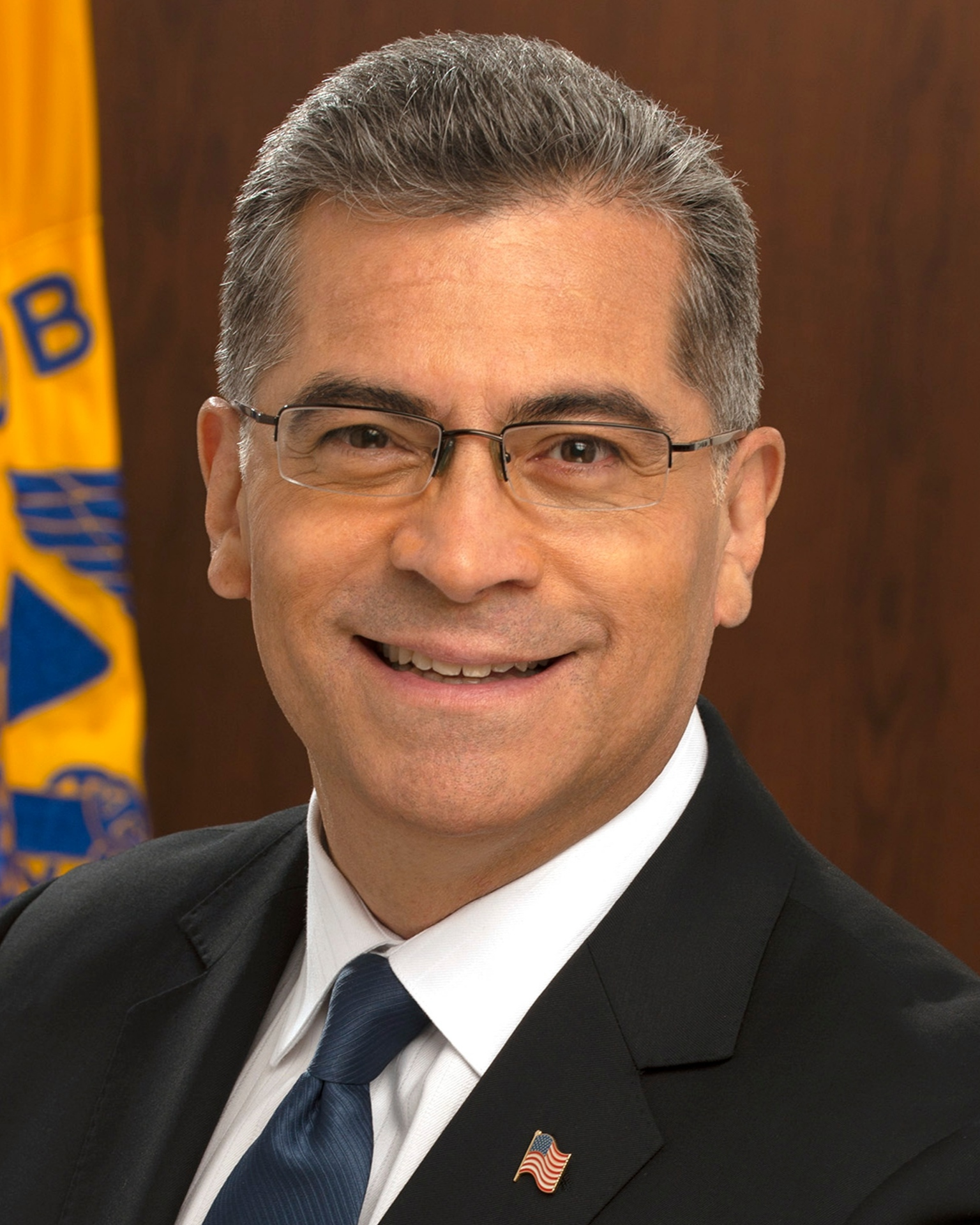
하비에르 베세라 보건복지부 장관 (12월 7일 발표)
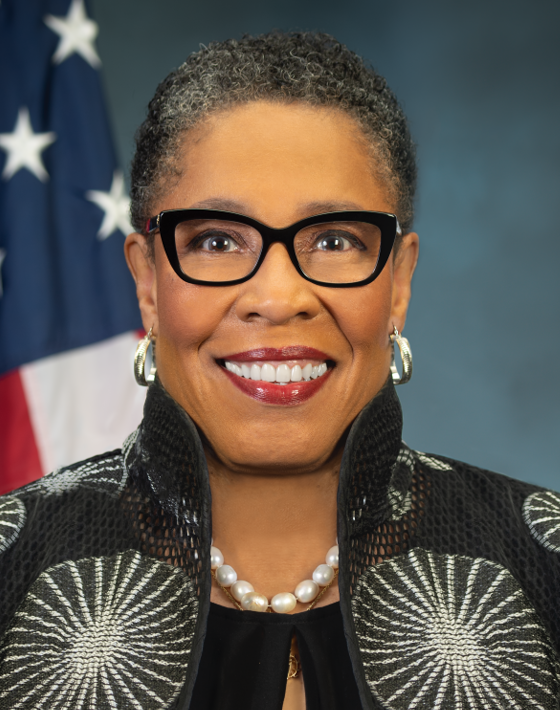
마르시아 퍼지 주택도시개발부 장관 (12월 10일 발표)
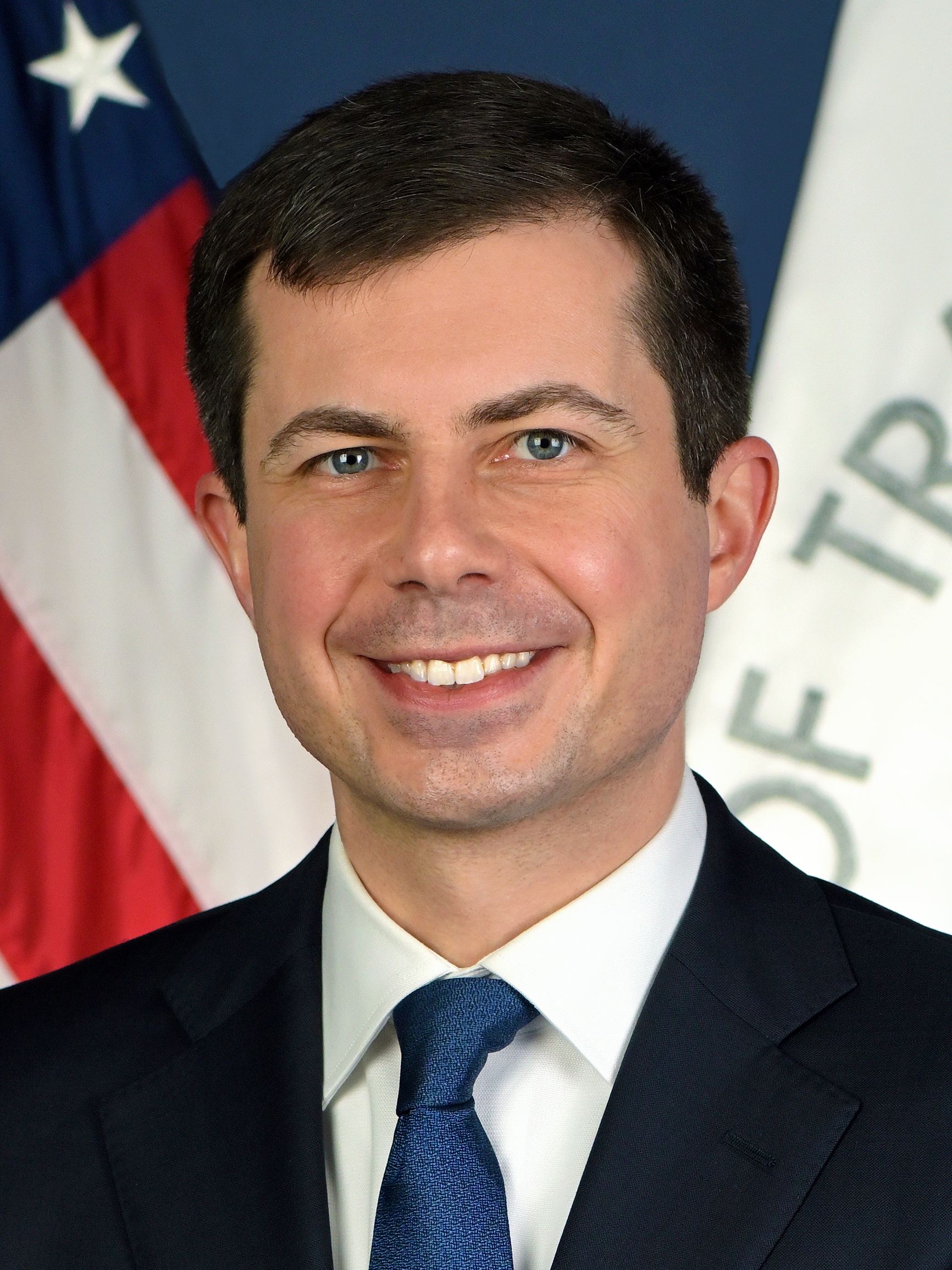
피트 부티지지 교통부 장관 (12월 15일 발표)
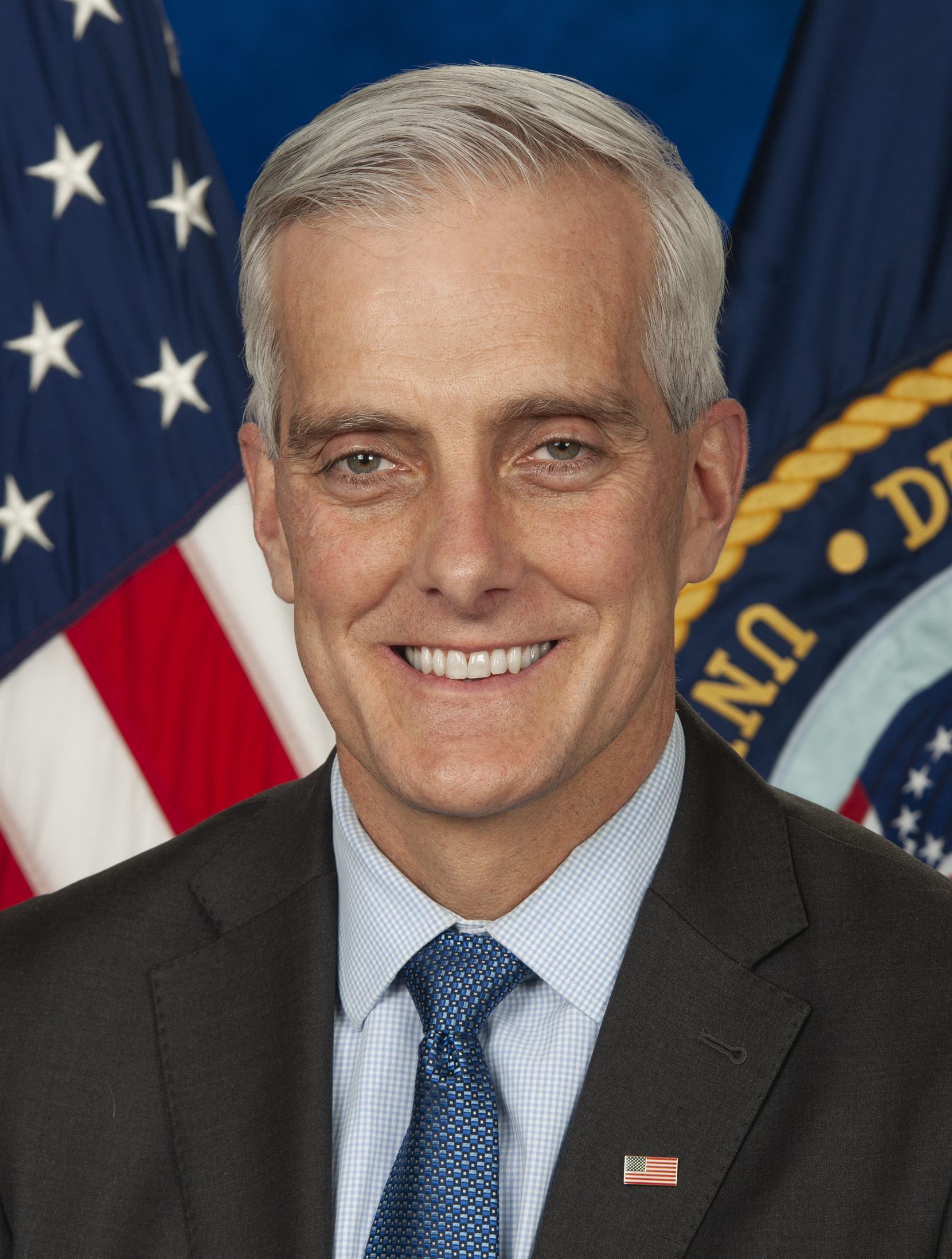
데니스 맥도너 보훈부 장관 (12월 10일 발표)
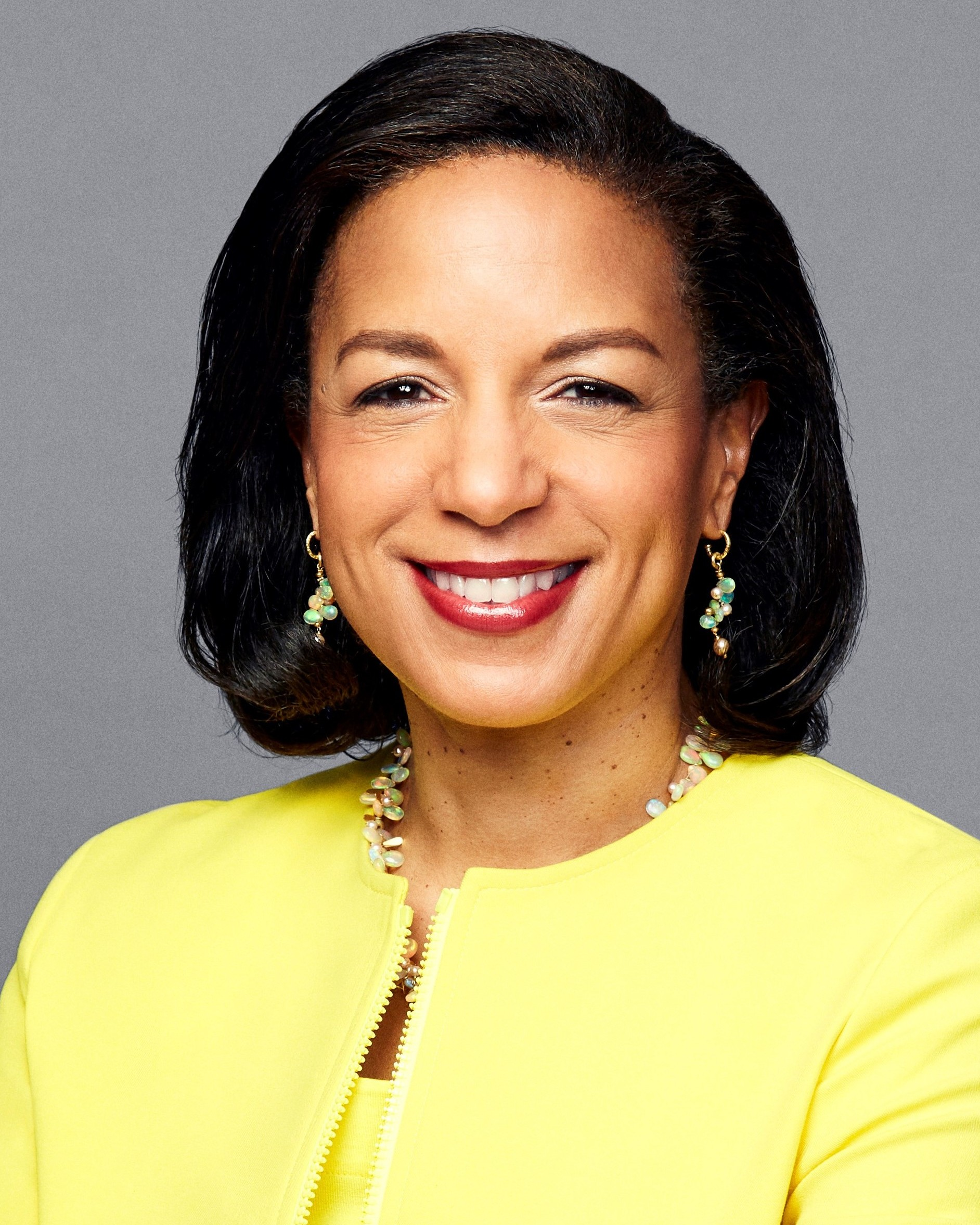
수전 라이스 국내정책위원회 국장 (12월 10일 발표)
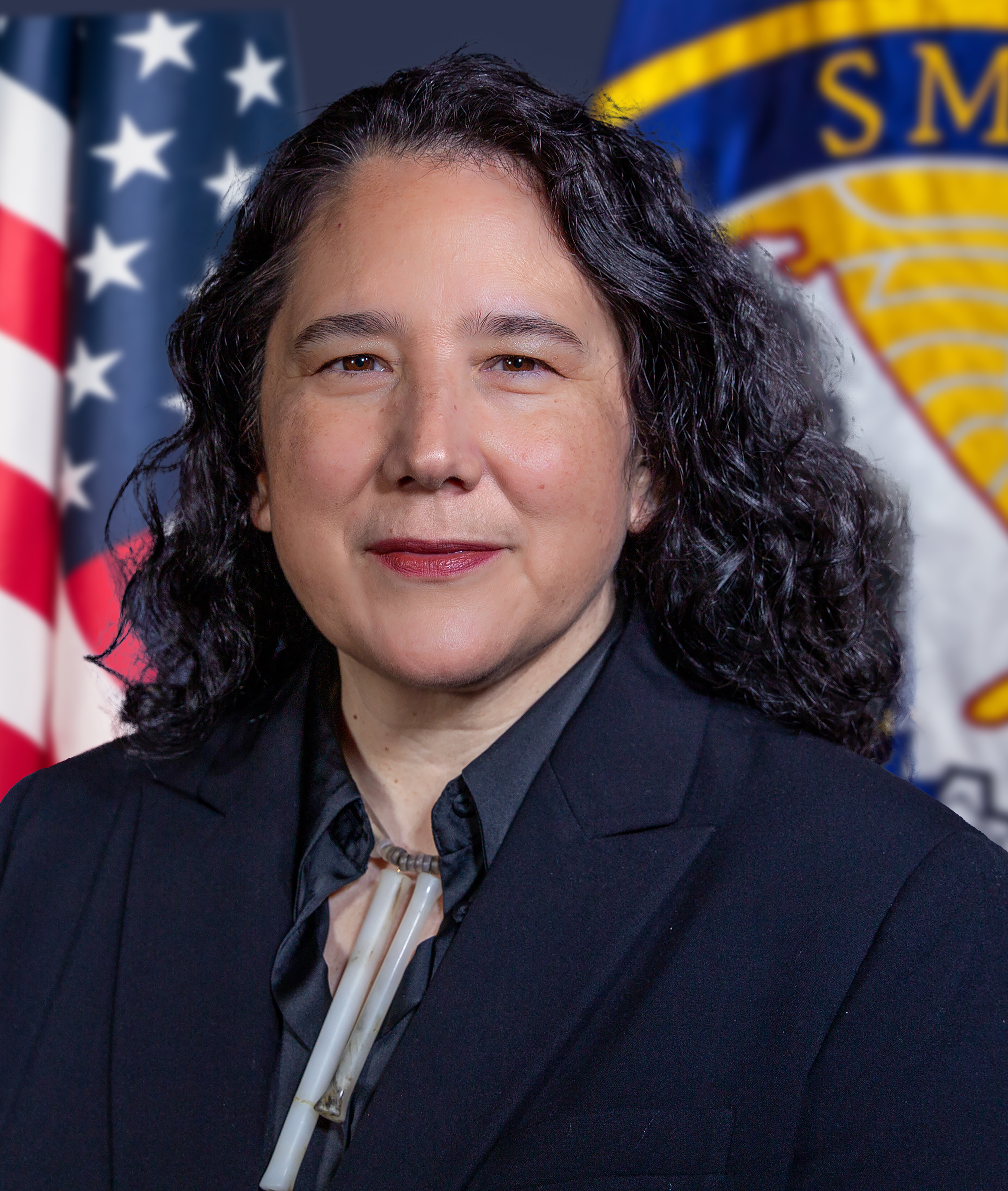
이사벨 구즈만 중소기업청장 (1월 7일 보도)

#### 경제 정책

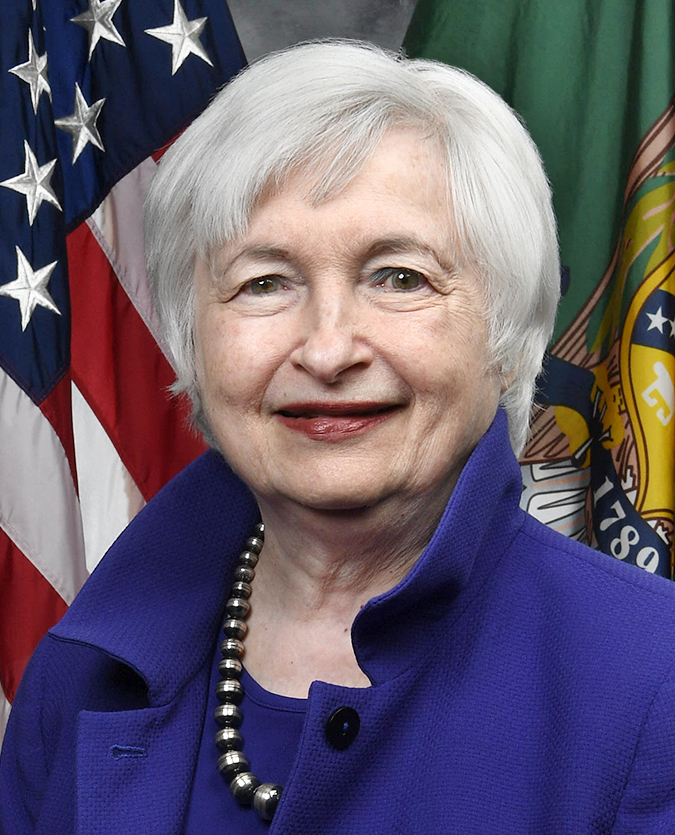
재닛 옐런 재무장관 (11월 30일 발표)
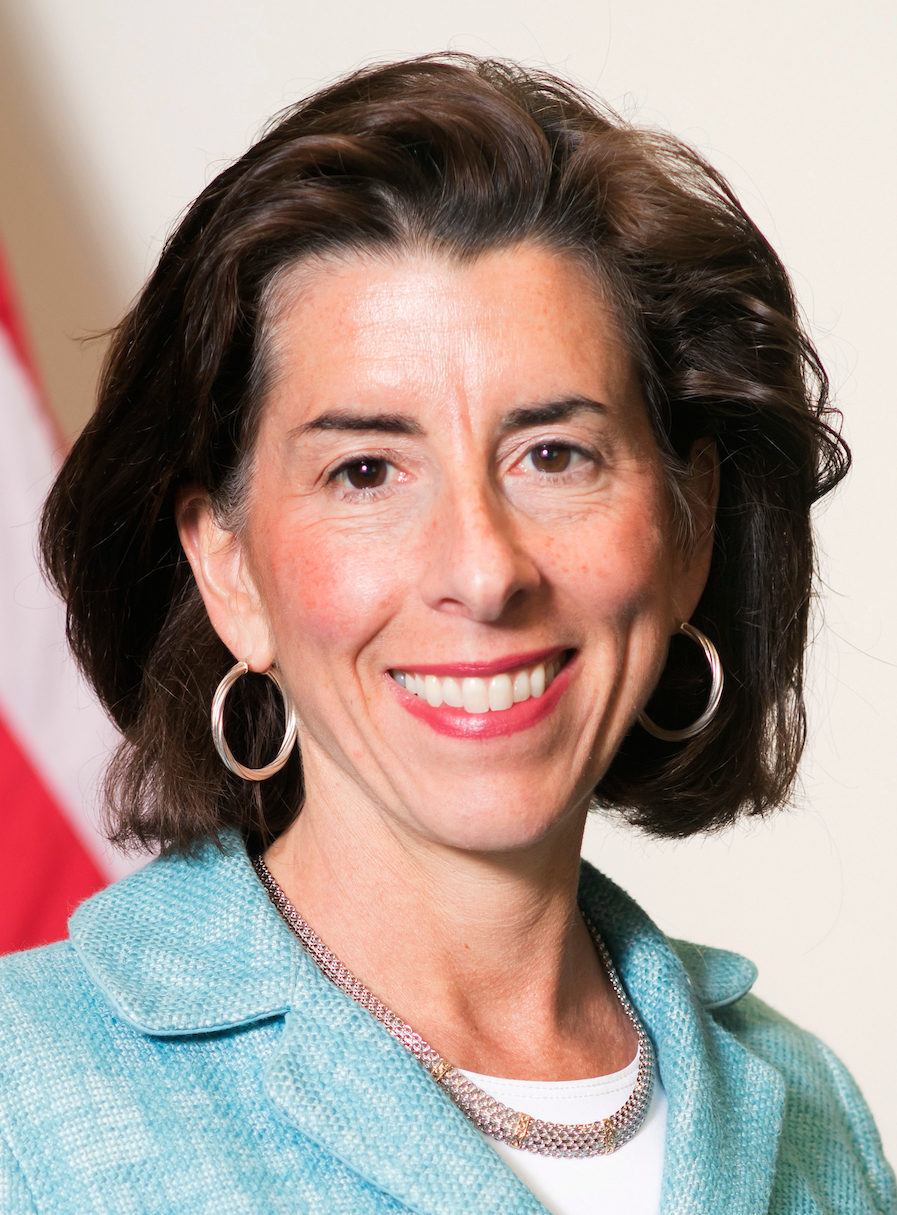
지나 러몬도 상무부 장관 (1월 7일 보도)
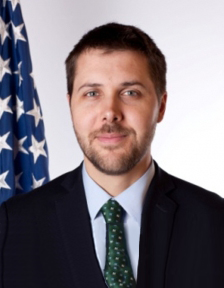
브라이언 디스 경제 정책 담당 대통령 보좌관 국가경제위원회 위원장 (12월 3일 발표)
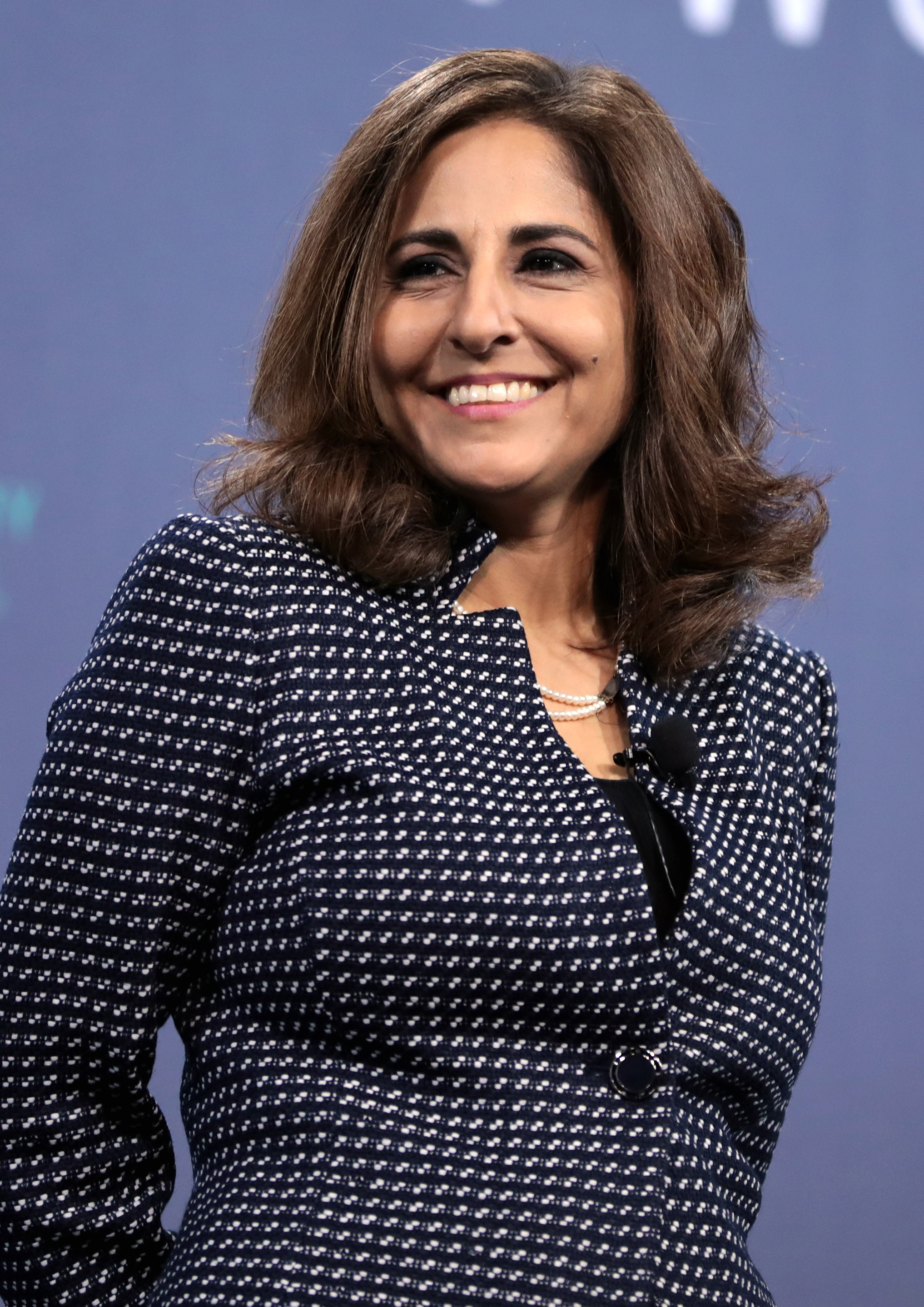
니라 탄든 관리예산실장 (11월 30일 발표)
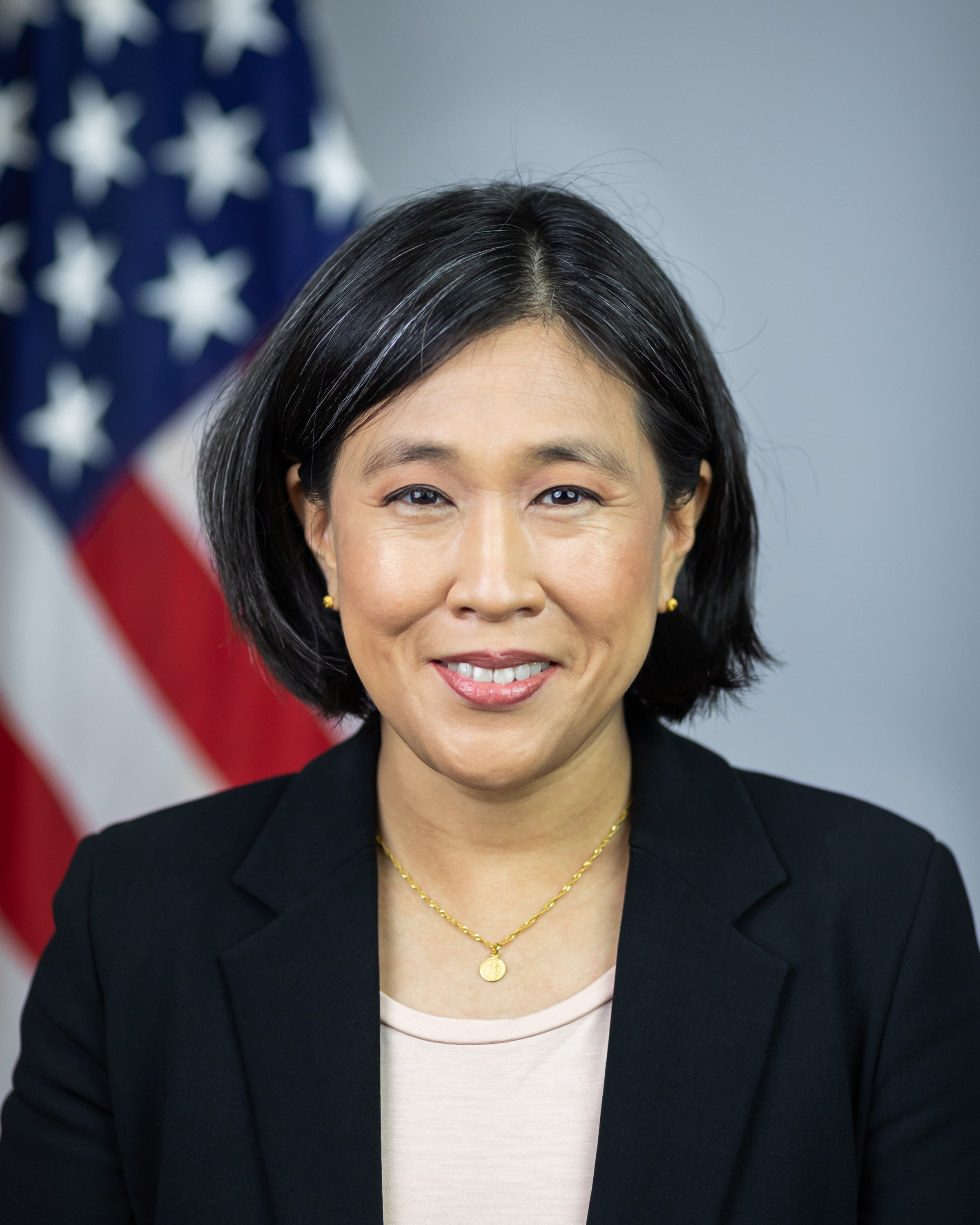
캐서린 타이 무역대표부 대표 (12월 10일 발표)
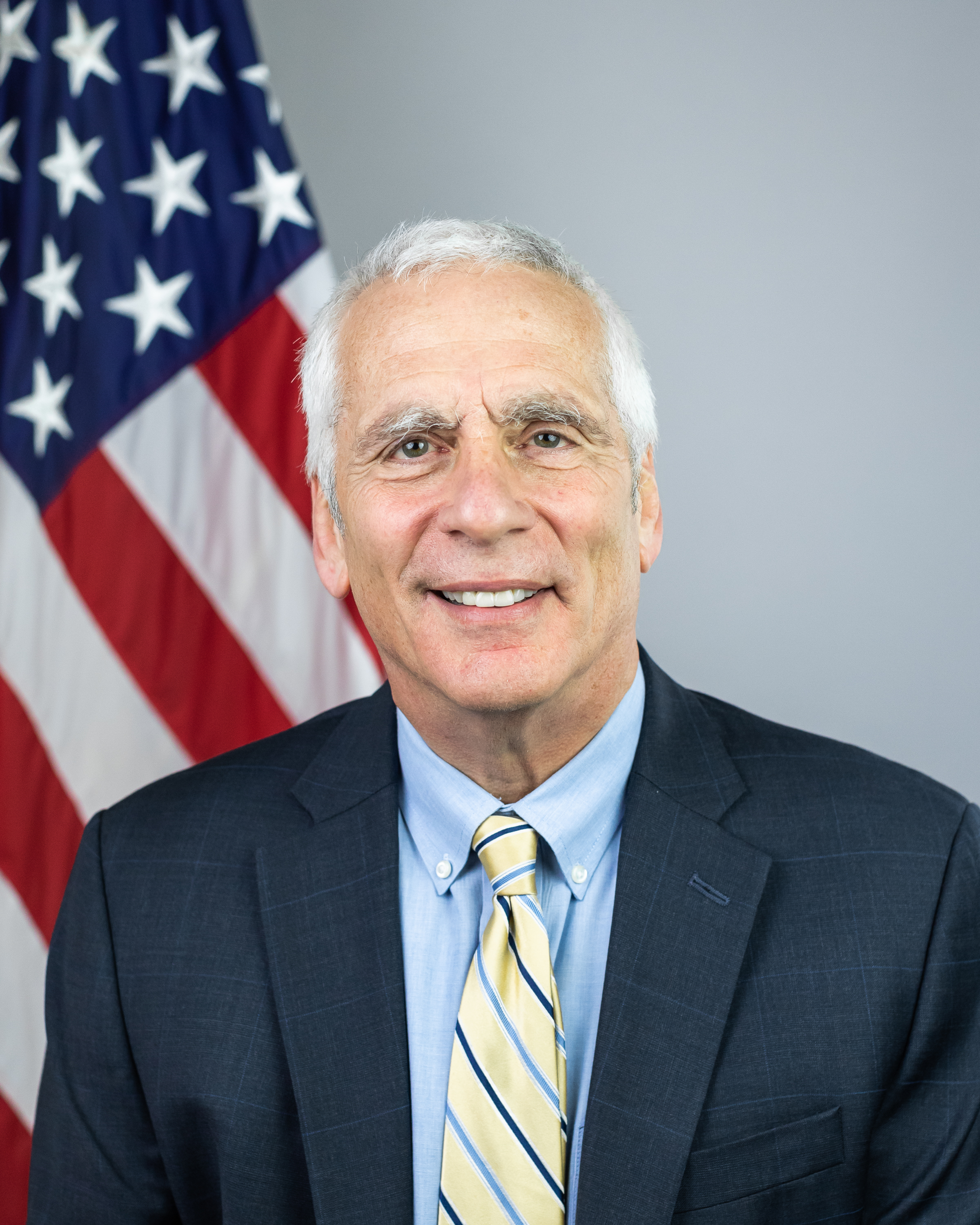
재러드 번스타인 경제자문위원회 위원 (11월 30일 발표)
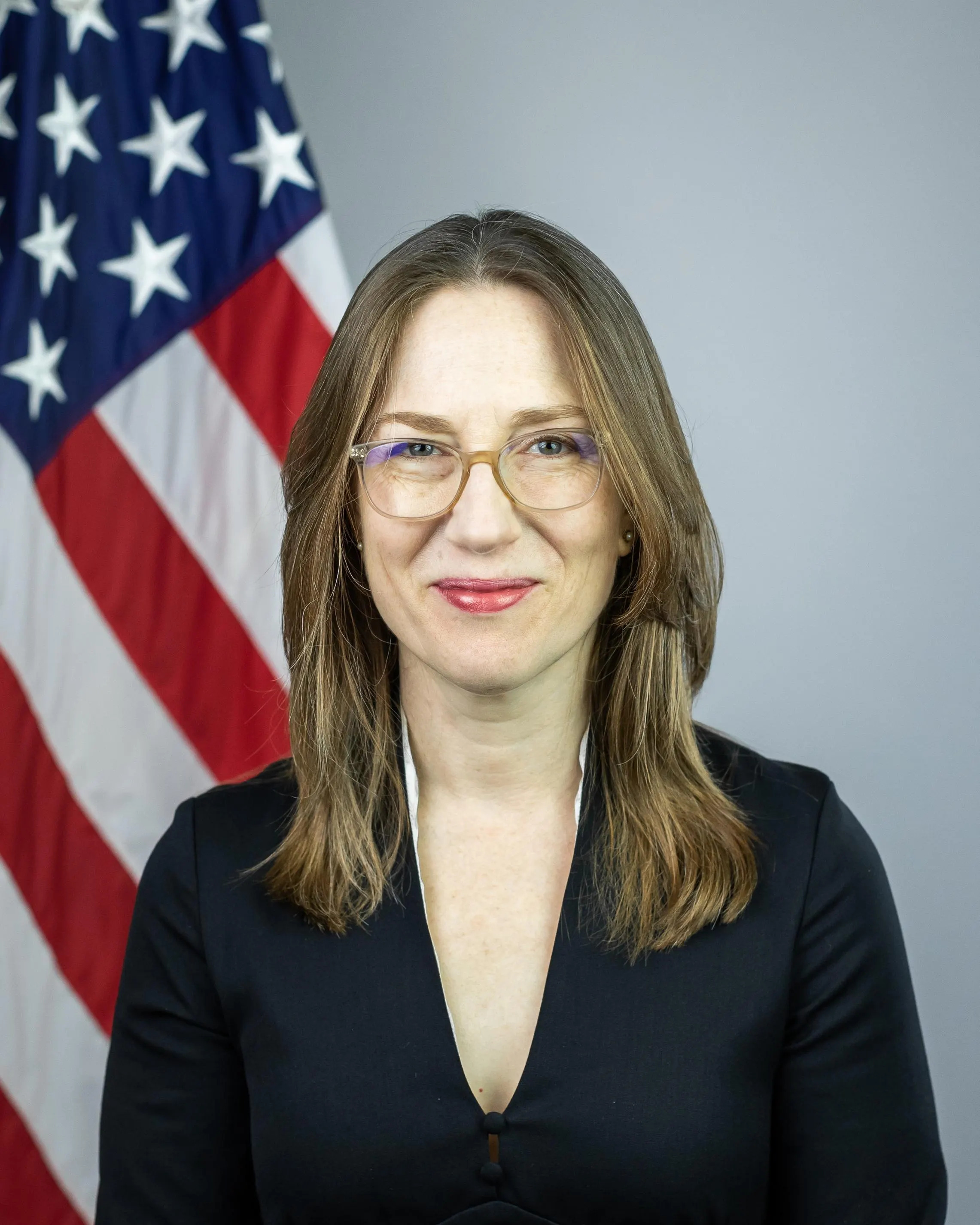
헤더 부쉬 경제자문위원회 위원 (11월 30일 발표)
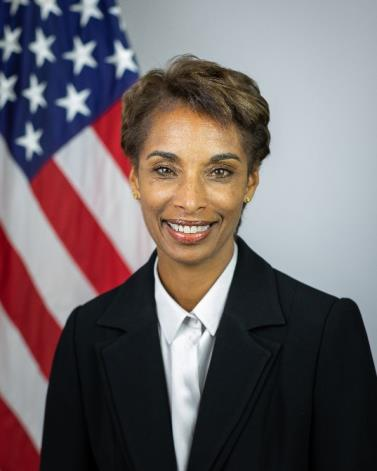
세실리아 라우즈 경제자문위원회 위원장 (11월 30일 발표)

#### 환경 및 에너지

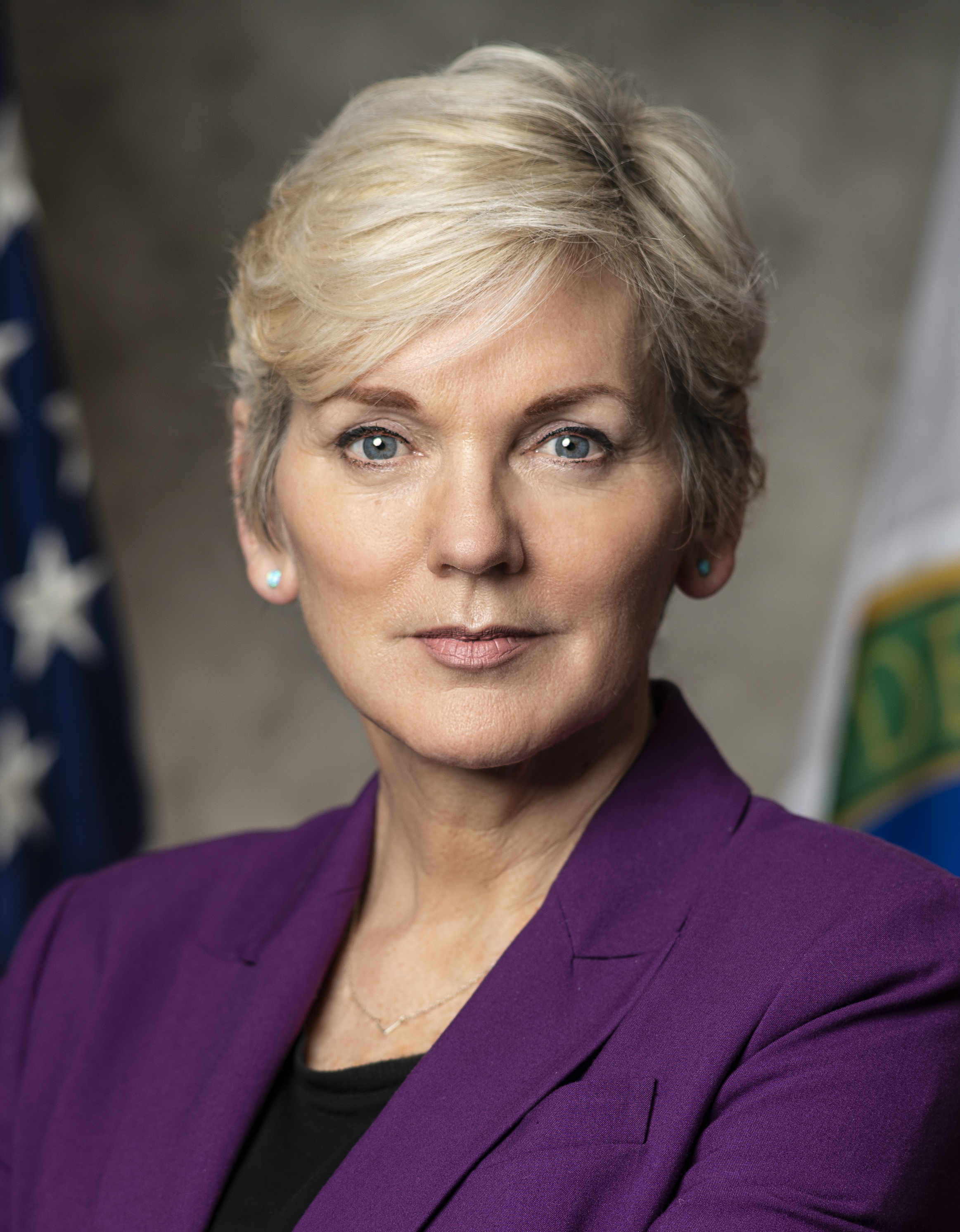
제니퍼 그랜홈 에너지부 장관 (12월 17일 발표)
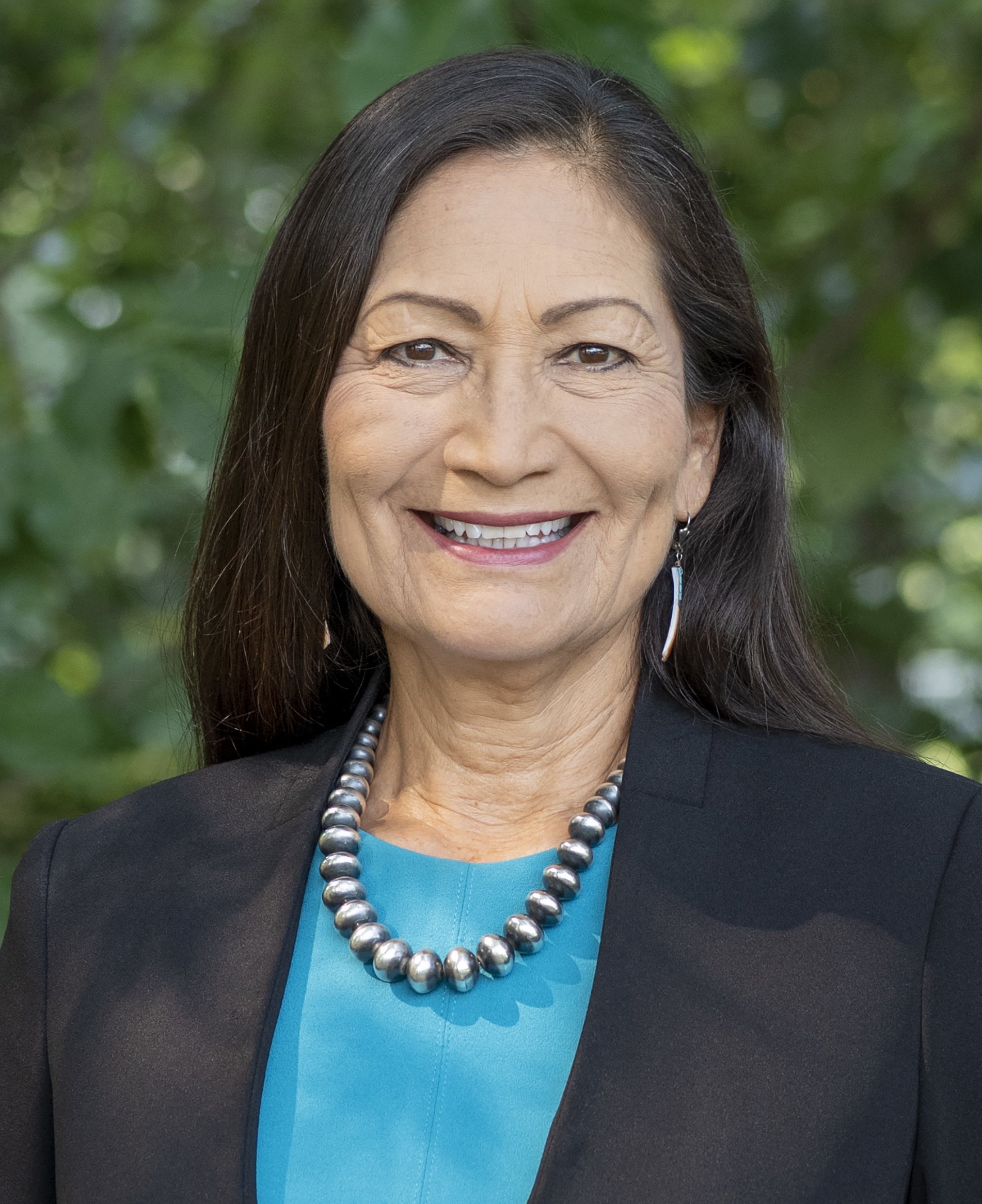
데브 할런드 내무부 장관 (12월 17일 발표)
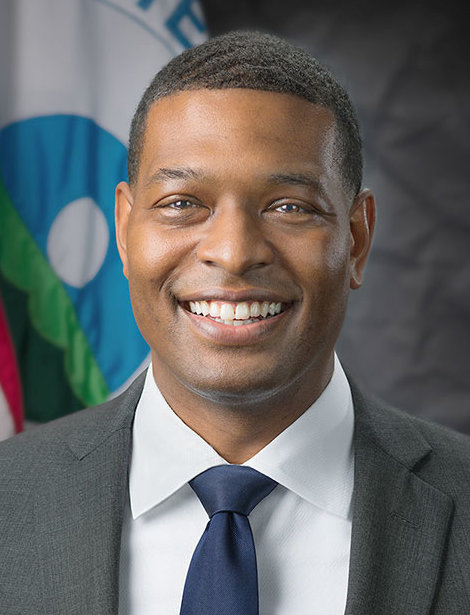
마이클 S. 리건 환경보호국장 (12월 17일 발표)
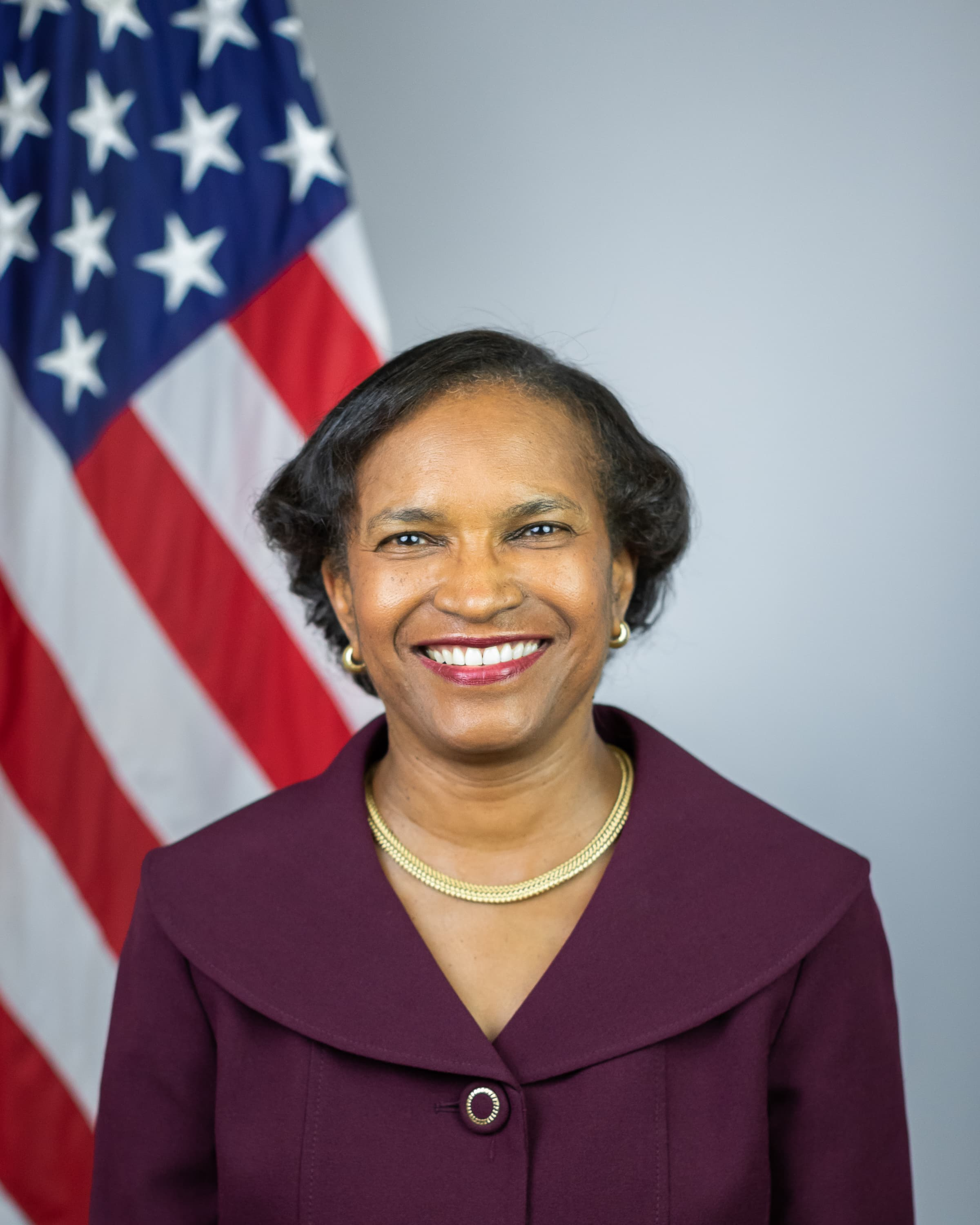
브렌다 맬로리 환경품질위원회 위원장 (12월 17일 발표)
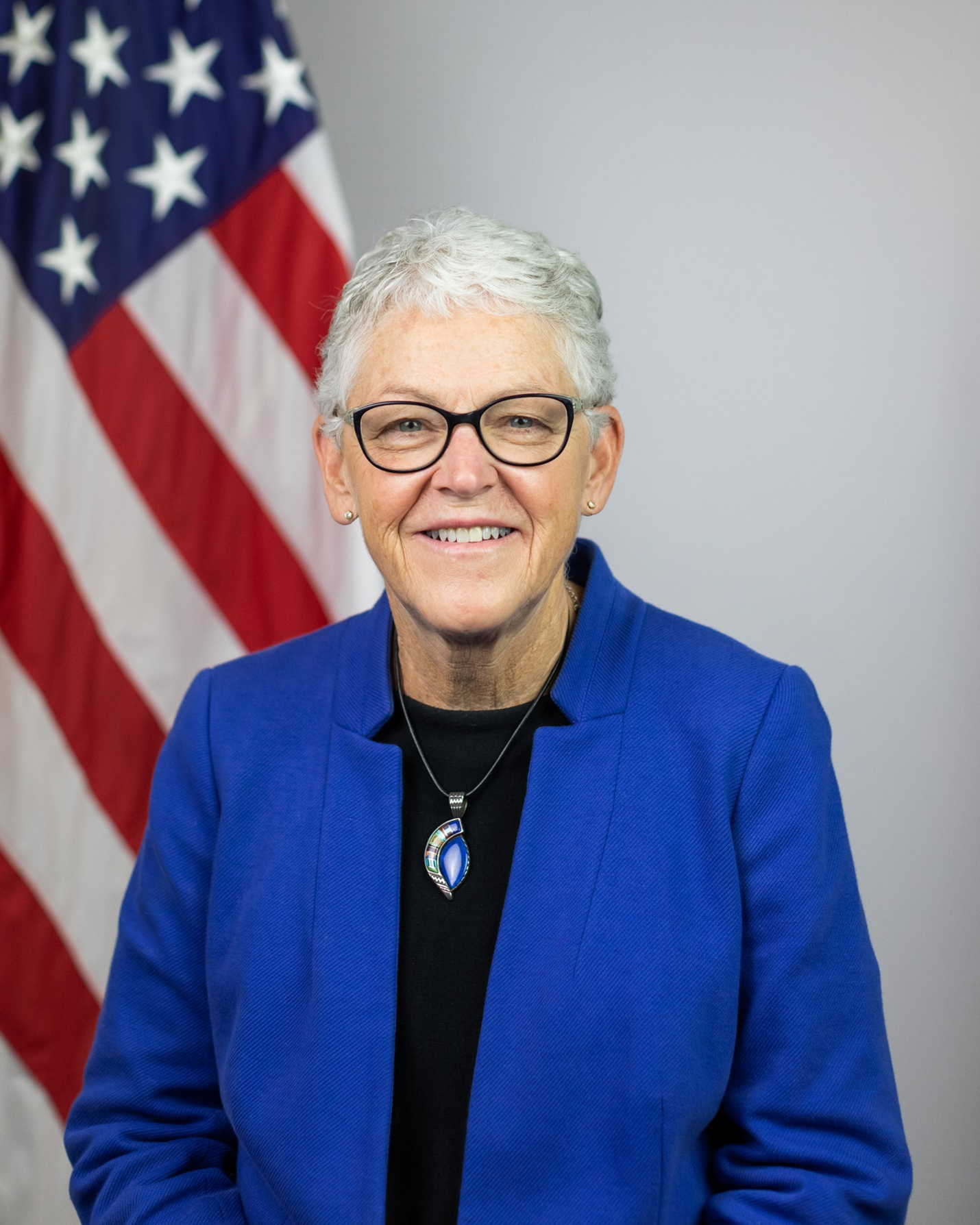
지나 매카시 백악관 기후보좌관 (12월 17일 발표)
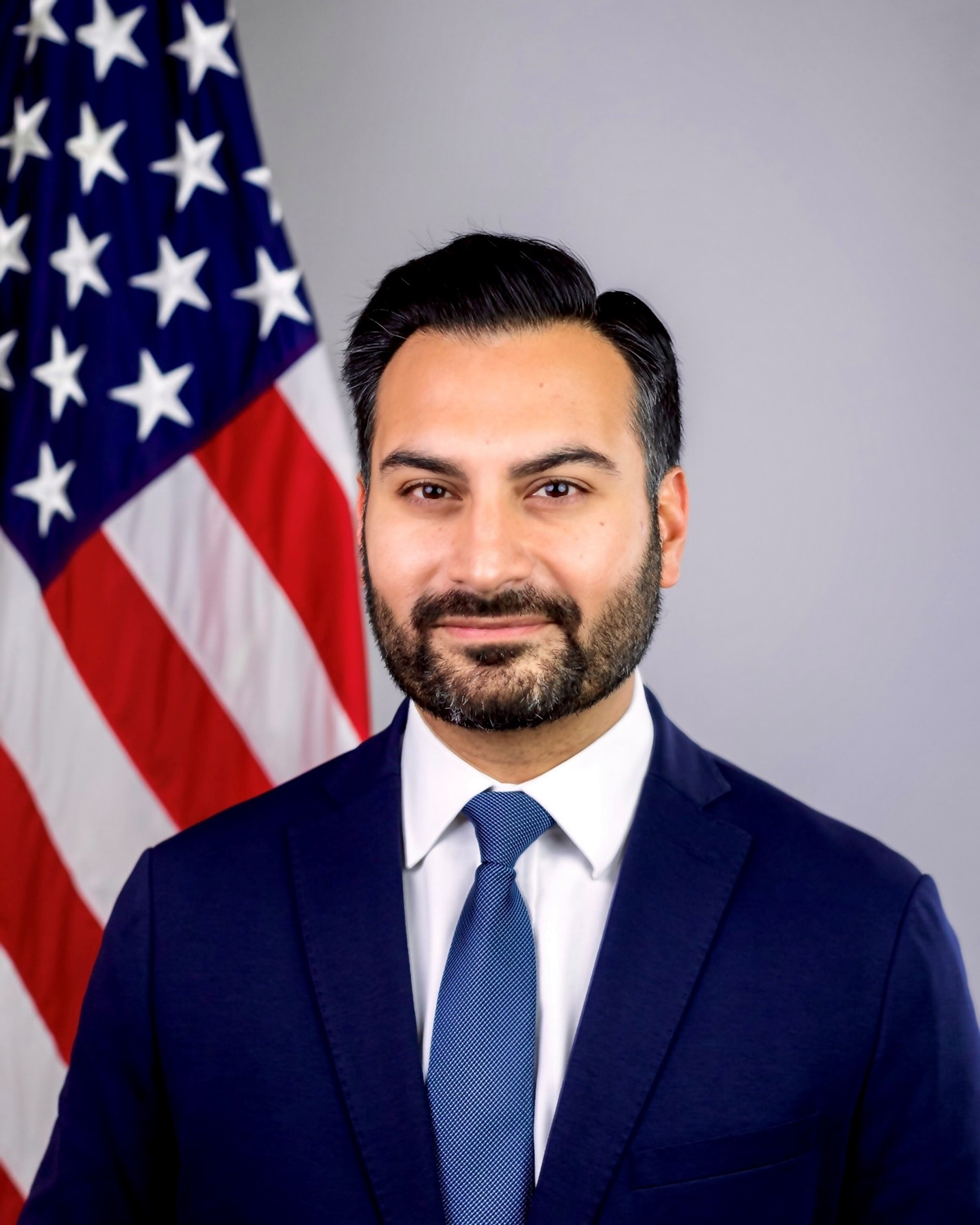
알리 자이디 백악관 기후보좌관보 (12월 17일 발표)

#### 외교 및 국가 안보

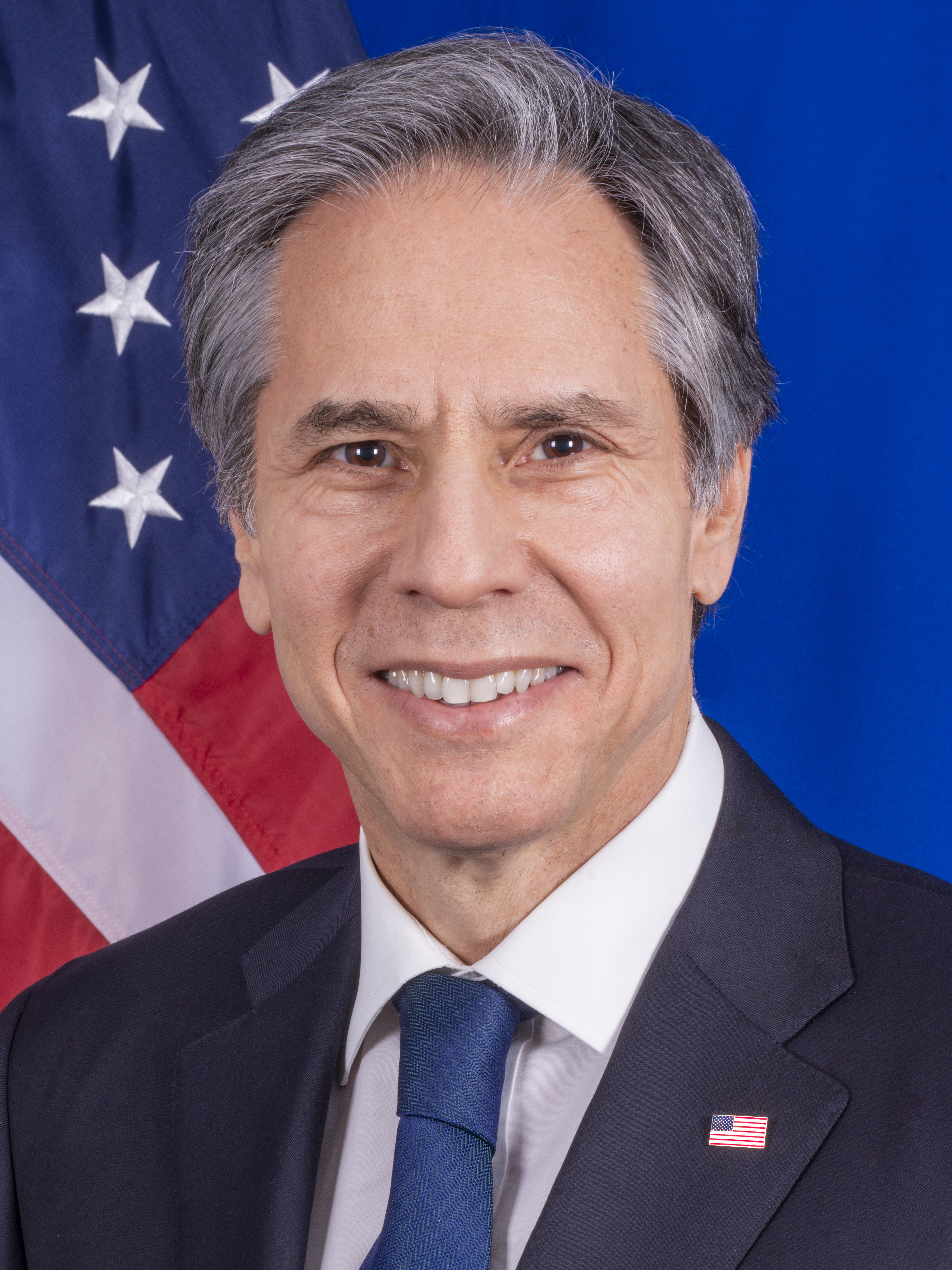
앤터니 블링컨 국무장관 (11월 24일 발표)
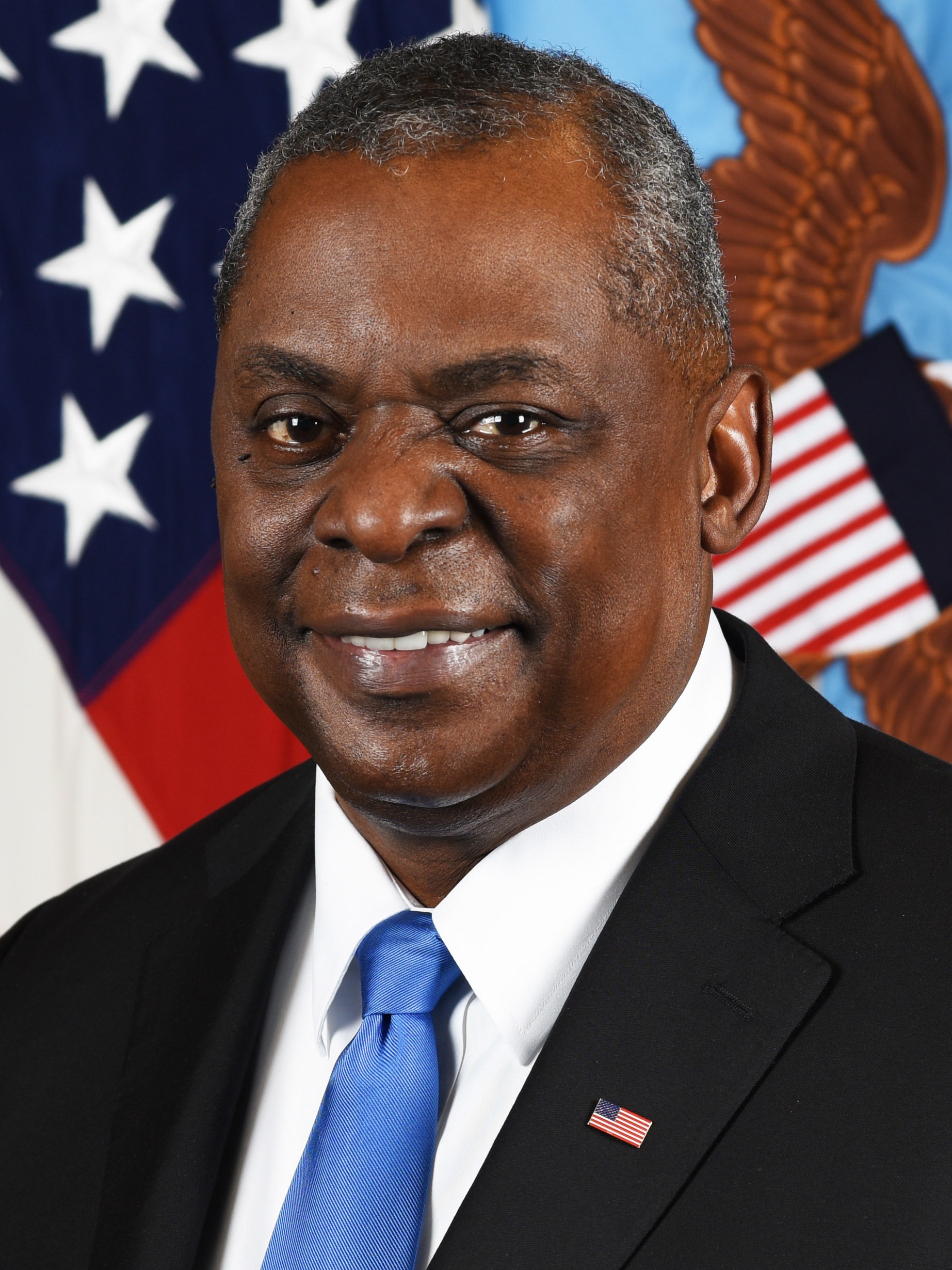
로이드 오스틴 국방부 장관 (12월 8일 발표)
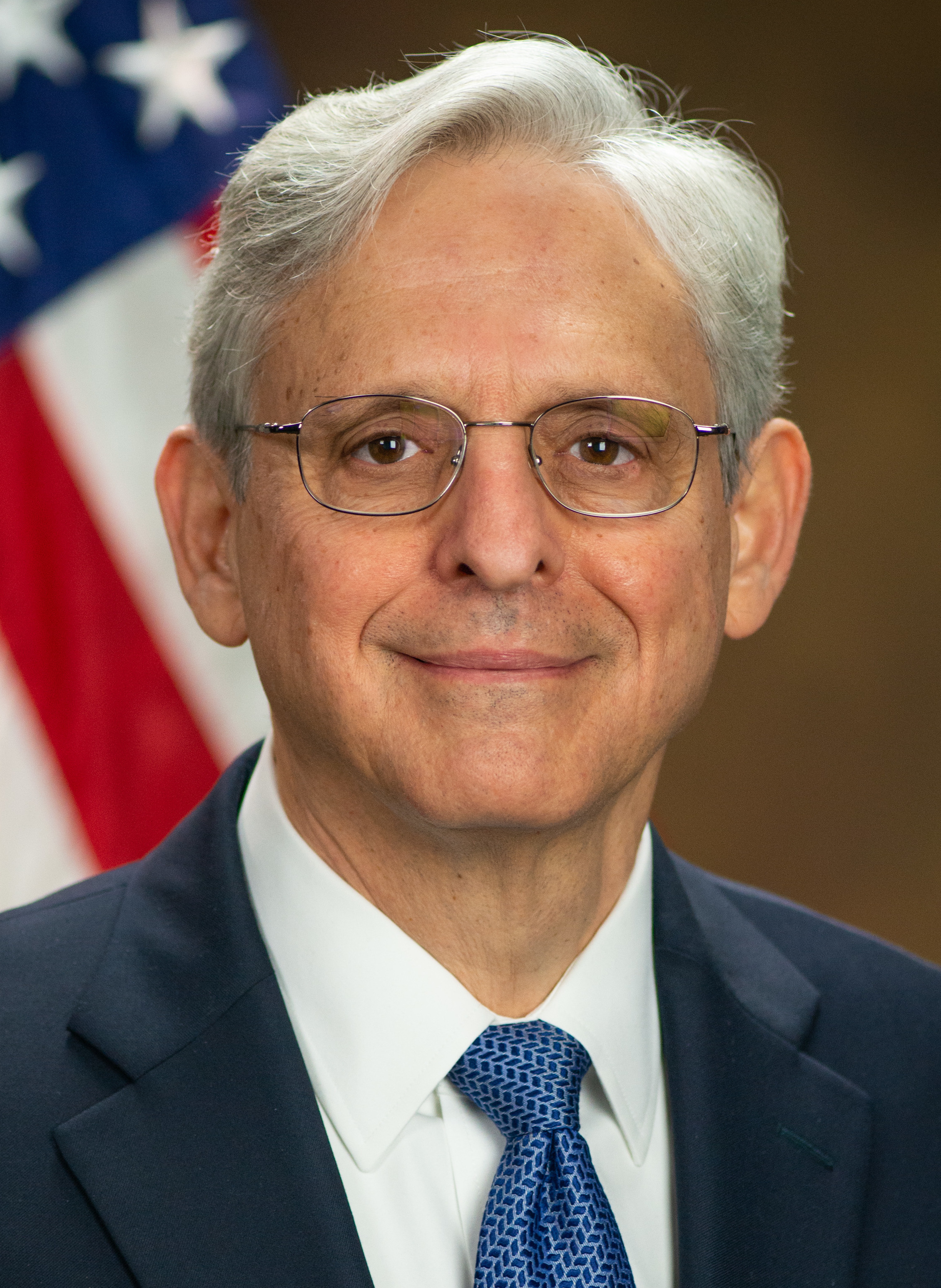
메릭 갈랜드 법무장관 (1월 7일 발표)
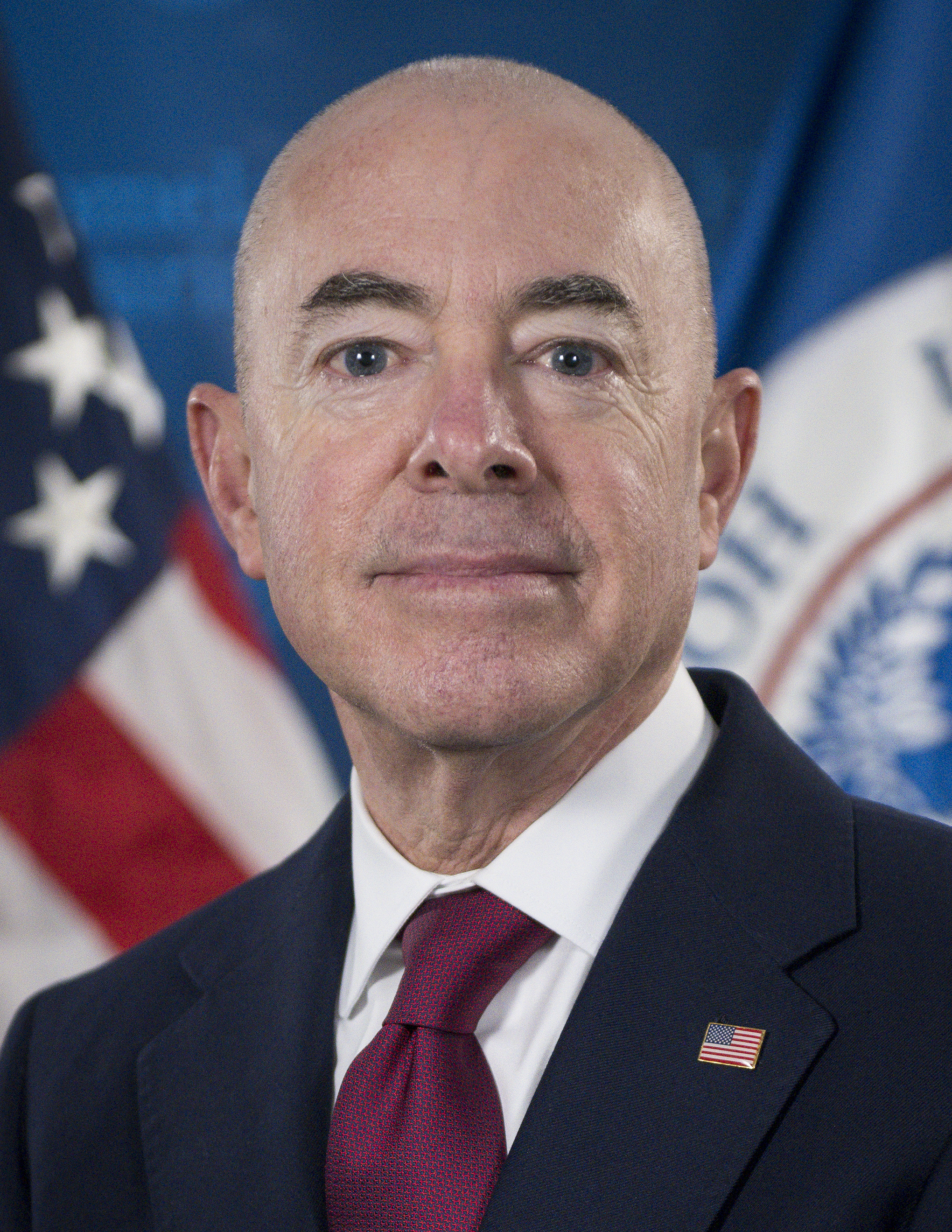
알레한드로 마요르카스 국토안보부 장관 (11월 24일 발표)
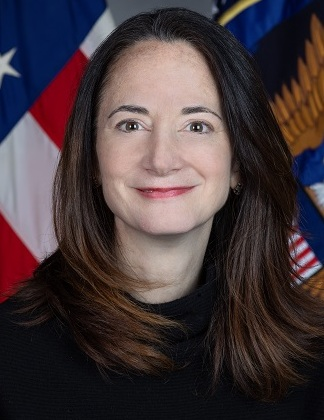
아브릴 헤인스 국가정보국장 (11월 24일 발표)
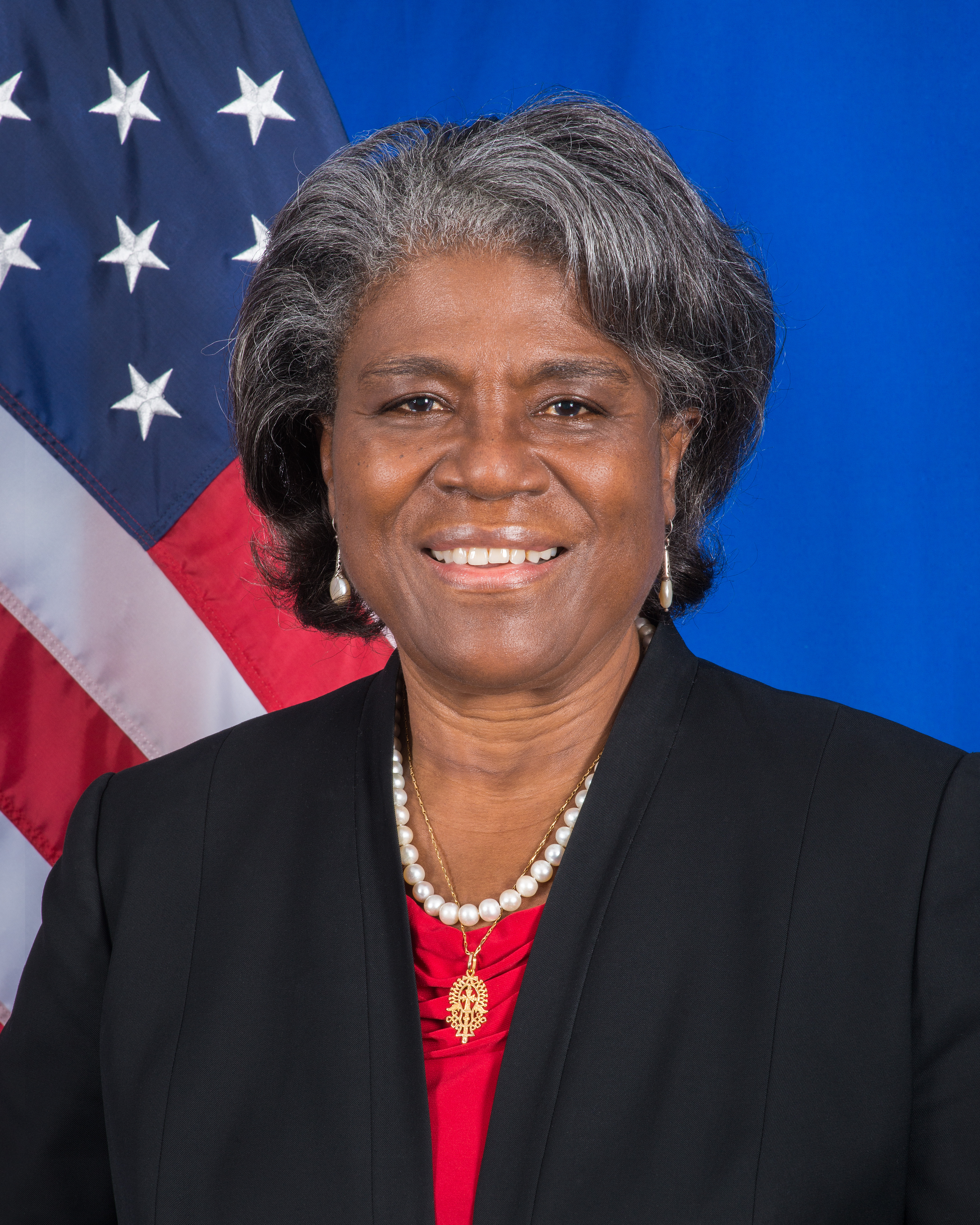
린다 토머스그린필드 유엔 주재 미국 대사 (11월 24일 발표)
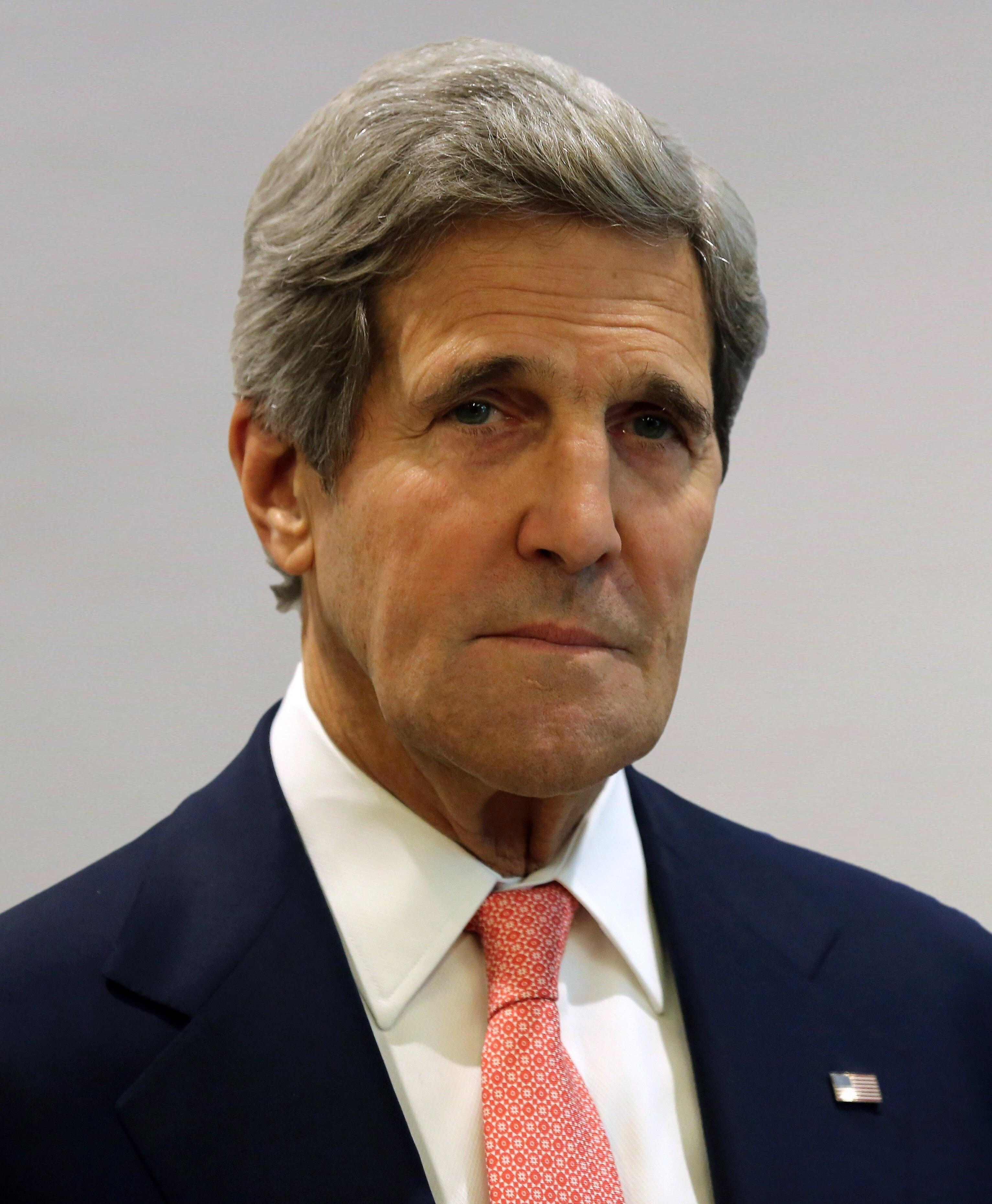
존 케리 기후변화 특별 대통령 특사 (11월 24일 발표)
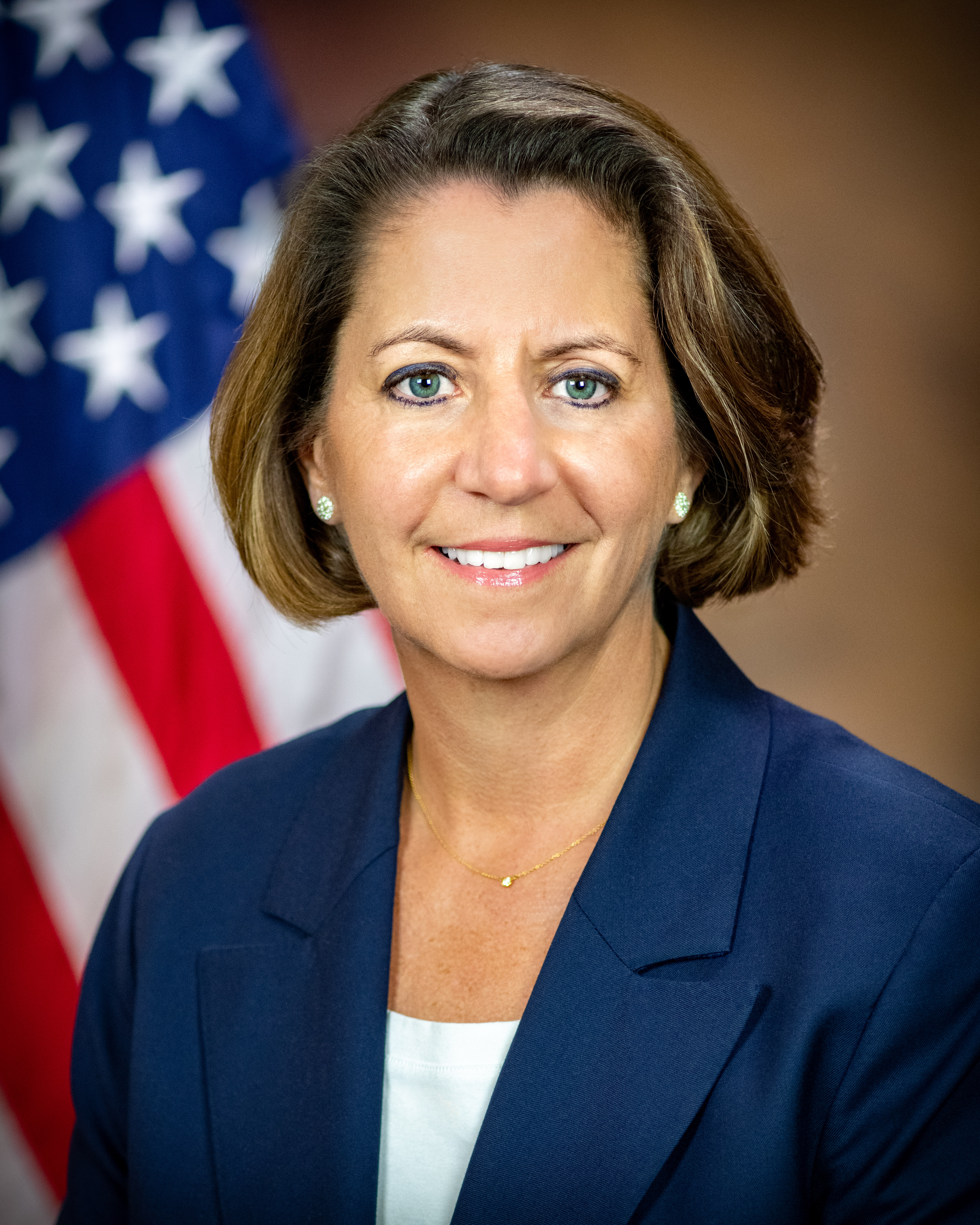
리사 모나코 법무부 차관 (1월 7일 발표)

#### 보건 정책

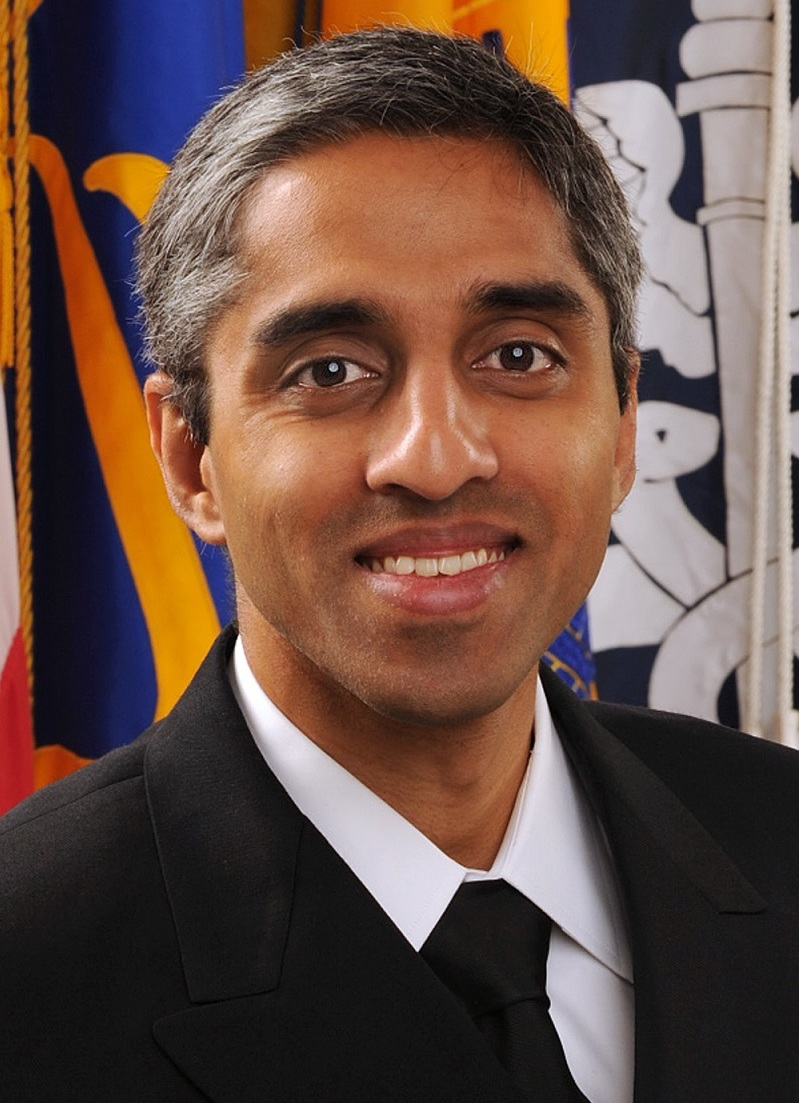
비벡 머시 의무감 (12월 7일 발표)
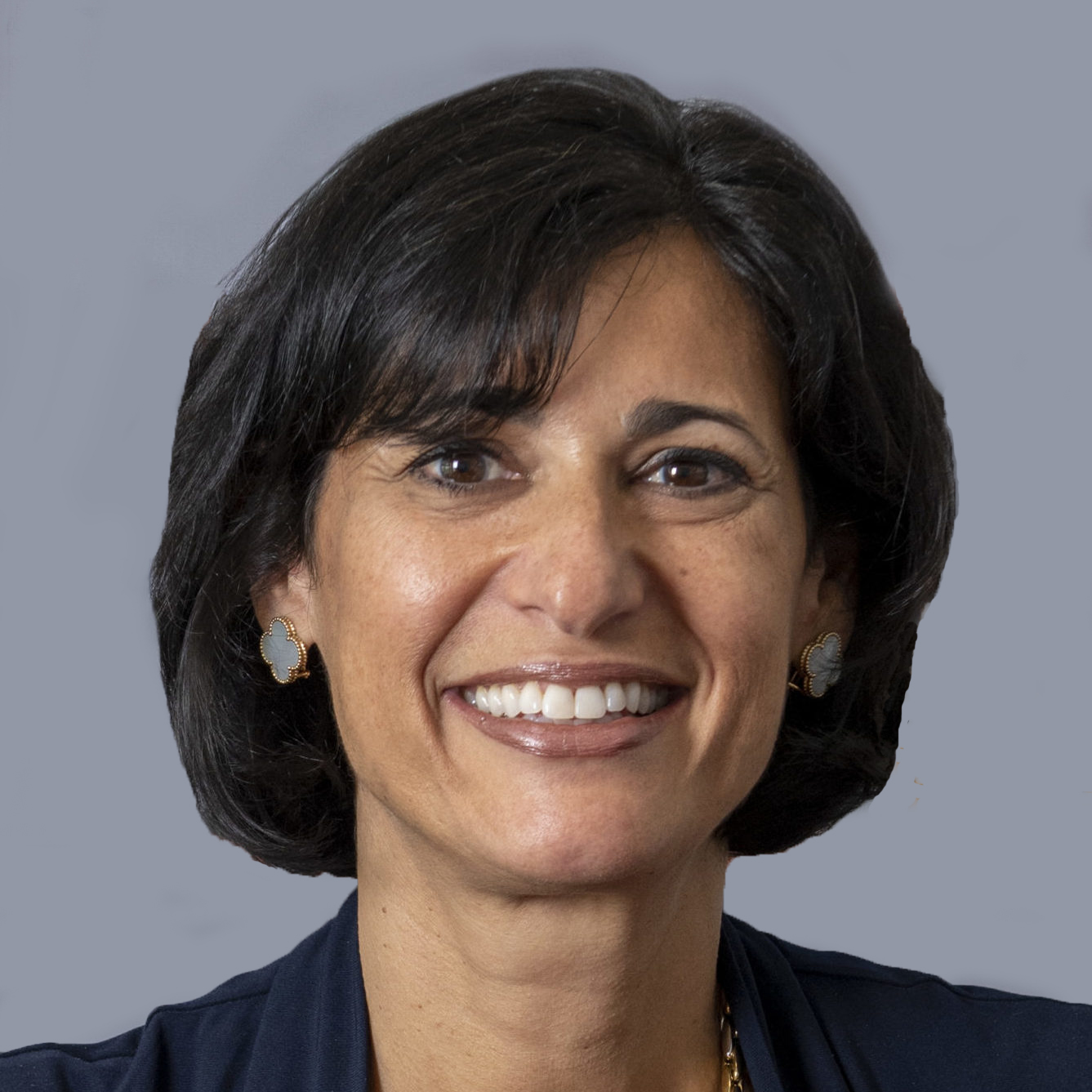
로셸 월렌스키 질병통제예방센터 국장 (12월 7일 발표)
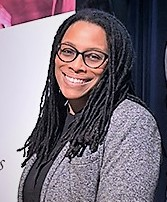
마르셀라 누네즈스미스 코로나19 평등 태스크포스 의장 (12월 7일 발표)
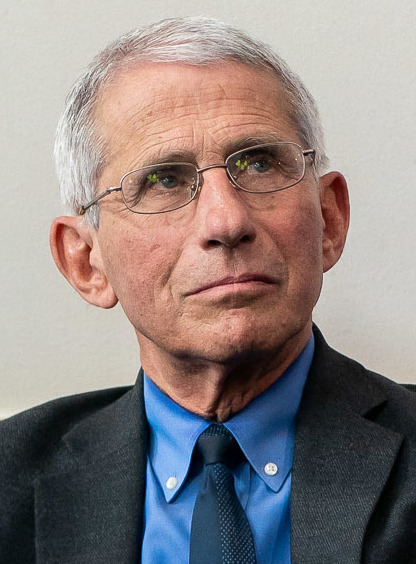
앤서니 파우치 대통령 수석 의료 고문 (12월 7일 발표)
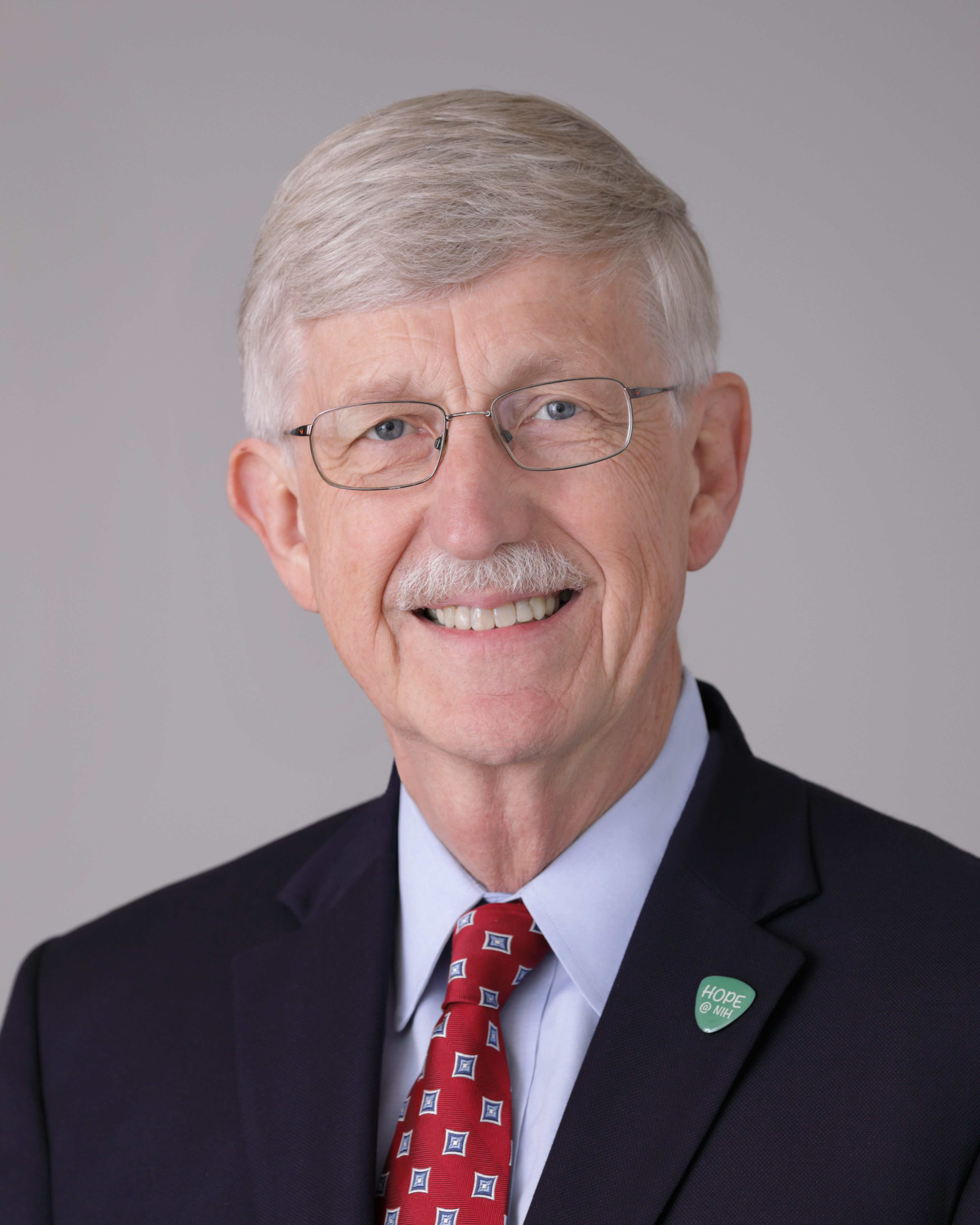
프랜시스 콜린스 국립보건원 국장 (1월 16일 발표)

#### 과학기술 정책
바비아 랄은 백악관의 NASA 직무대행 비서실장으로 임명되었다.

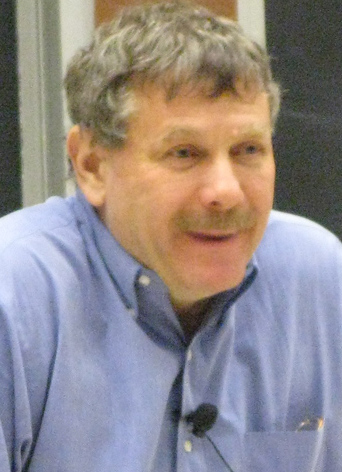
에릭 랜더 과학기술정책실 국장 (1월 16일 발표)
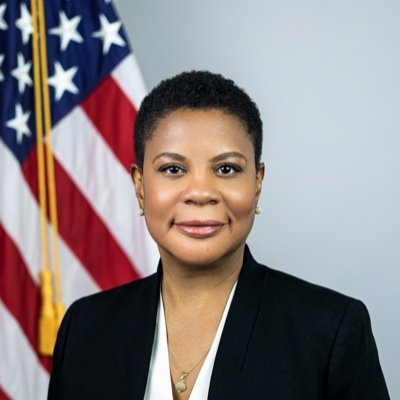
알론드라 넬슨 과학기술정책실 과학 및 사회 부국장 (1월 16일 발표)
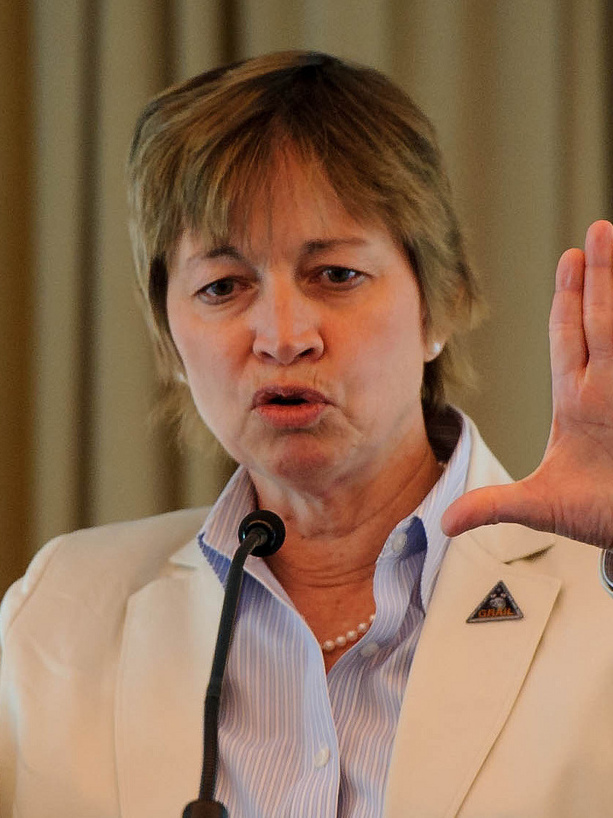
마리아 주버 대통령 과학기술자문위원회 공동 의장 (1월 16일 발표)
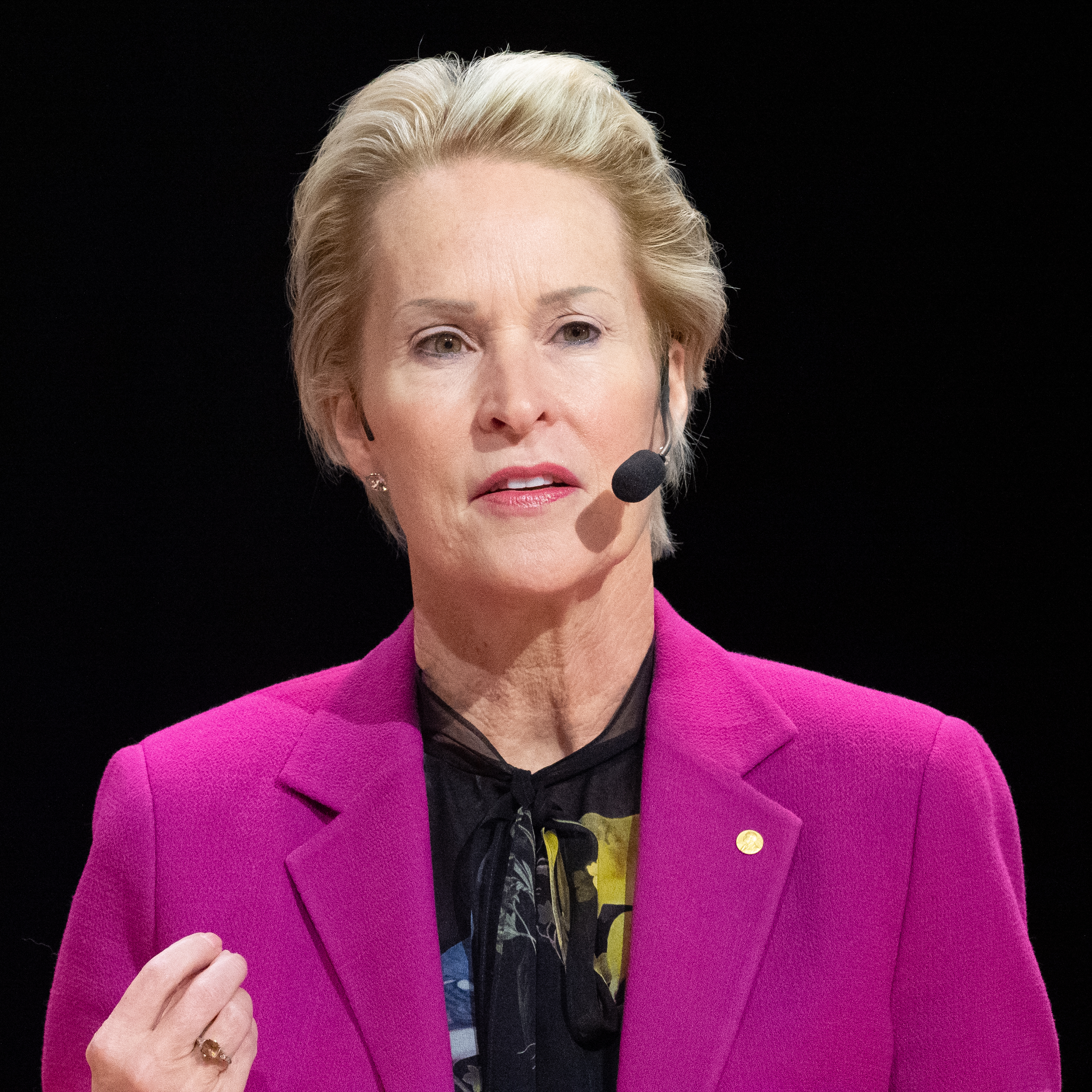
프랜시스 아널드 대통령 과학기술자문위원회 공동 의장 (1월 16일 발표)

### 국방부
트럼프가 임명한 인사들의 바이든 직원들에 대한 반발이 심했고, 협조도 미흡했다. 그러다 12월 18일, 크리스 밀러 국방부 장관 대행은 성명을 통해 인수팀이 12월 연휴 기간 동안 2주간 회담을 중단하기로 "상호 합의했다"고 밝혔다. 이는 바이든 인수팀에게는 새로운 소식이었고, 그들은 즉시 그러한 합의에 동의한 적이 없다고 말했다.

### 계획된 행정 명령 및 지침
조 바이든 대통령 당선인은 2021년 1월 20일 취임 후 여러 행정 명령에 서명할 계획이다. 그의 계획된 행정 명령은 다음과 같다.
- 파리 협정 재가입
- 트럼프 대통령의 세계보건기구 탈퇴 계획 철회
- 아동기 도착 유예 조치 프로그램 재개
- 대통령 포고 9983호 및 트랜스젠더 개인의 병역에 관한 대통령 각서 폐지
- 그의 행정부 내 누구도 미국 법무부 수사에 영향을 미치지 못하도록 금지
- 백악관에 새로운 윤리 지침 도입[114][115]
- 1월 20일까지 시행되지 않은 이른바 '자정 규정' 동결[116]

이러한 행정 명령 외에도 바이든 대통령 당선인은 취임 첫날 기후변화와 관련된 수많은 행정 명령을 발표할 계획을 내놓았고 메디케이드 작업 요건, 단기 건강 보험, 오바마케어 자금 삭감, Title X 낙태 의뢰 제한, 멕시코시티 정책을 포함하여 트럼프 행정부가 시행한 여러 건강 관리 정책을 취소하고, 플랜드페런트후드 자금 지원을 재개하고 복원할 계획이다. 바이든 대통령 당선인은 또한 코로나19 팬데믹을 억제하기 위한 노력의 일환으로 취임 후 100일 동안 모든 미국인에게 마스크 착용을 촉구할 것이라고 밝혔다.

## 인수팀
명시된 인사를 제외한 인수팀은 9월 5일에 발표되었다.

### 공동 의장
- 애니타 던, 전 백악관 통신실장 대행[121]
- 테드 카우프만 (2020년 6월 20일 발표), 전 델라웨어 상원의원[121][120]
- 미셸 루한 그리셤, 현 뉴멕시코 주지사[121][120]
- 세드릭 리치먼드, 현 루이지애나 하원의원
- 제프리 지언츠, 전 국가경제위원회 위원장, 전 관리예산실 대행, 전 미국 최고성과책임자[121][120]

### 자문 위원회
- 토니 앨런, 현 델라웨어 주립 대학교 총장[121][120]
- 재러드 번스타인, 경제학자[121][120]
- 피트 부티지지, 전 사우스벤드 시장 및 2020년 민주당 대통령 후보[121][120]
- 레슬리 R. 칼드웰, 전 법무부 차관보.[122]
- 마크 기튼스테인, 전 주 루마니아 미국 대사[121][120]
- 세실리아 마르티네즈, 지구, 에너지, 민주주의 센터 전무이사[121][120]
- 신디 매케인 (2020년 9월 28일 발표), 매케인 국제 리더십 연구소 이사회 의장이자 전 애리조나주 상원의원 및 2008년 공화당 대통령 후보였던 존 매케인의 미망인[121][120]
- 밥 맥도널드, 전 미국 보훈부 장관[121][120]
- 미니언 무어, 듀이 스퀘어 그룹의 이사[121][120]
- 비벡 머시, 전 미국의 의무감[121][120]
- 수전 라이스, 전 국가안보보좌관[121][120]
- 테레사 로메로, 현 전미농장노동자연합 위원장[121][120]
- 캐시 러셀, 전 여성 문제 국제 특사[121][120]
- 로니 스티븐슨, 현 국제전기노동자형제단 국제 위원장[121][120]
- 펠리시아 웡, 루스벨트 연구소 총장 겸 CEO[121][120]
- 샐리 예이츠, 전 법무장관 대행[121][120]

### 직원
- 요하네스 에이브러햄, 일상 업무 국장, 전 오바마 백악관 직원.[123]
- 세실리아 무노즈, 전 오바마 대통령 시절 백악관 국내 정책 위원회 위원장[124]
- 아브릴 헤인스, 국가 안보 및 외교 정책 담당, 전 국가 안보 부보좌관 및 CIA 부국장.[123]
- 수지 조지, 전 국무장관 매들린 올브라이트의 보좌관.[125]
- 아웨네이트 코비나, 운영 이사, 미시간 경제 개발 공사 의장[126]
- 리사 모나코, 국토 안보 보좌관, 오바마 행정부 국토 안보 보좌관[127]

## 자금 조달
인수 인계는 약 600만 달러의 연방 자금 외에 2,210만 달러의 민간 기부를 받았다. 바이든 인수팀은 2,400만 달러를 지출했다.